# Wereldkampioenschap voetbal 2022 (kwalificatie AFC)
Namens de Aziatische bond AFC nemen 46 leden deel aan de kwalificatie. Het wereldkampioenschap zal in november en december 2022 plaatsvinden in Qatar. Dat Aziatische land is daardoor al gekwalificeerd. Naast het gastland zijn er nog 4 of 5 plekken beschikbaar voor landen uit Azië. Bij die vijfde plek zal er via een continentale play-off worden gespeeld tegen een land van een andere confederatie. De wedstrijden vonden plaats tussen 6 juni 2019 en maart 2022.
Deze kwalificatie loopt deels gelijk met de kwalificatie voor het Aziatisch kampioenschap voetbal 2023. De eerste rondes zijn hetzelfde.

## Format
Eerste ronde: Bij de eerste ronde beginnen de laagst gekwalificeerde landen (ranking 35–46). Zij spelen 2 wedstrijden (een uit- en thuiswedstrijd) tegen een ander land. De 6 winnaars van deze ronde kwalificeren zich voor de tweede ronde.

Tweede ronde: Bij de tweede ronde stromen de andere landen in (ranking 1–34) en nemen ook de 6 winnaars uit de eerste ronde deel. Er worden groepen gevormd met in iedere poule 5 landen. Ieder land speelt 2 keer tegen de andere landen (een uit- en thuiswedstrijd). De acht groepswinnaars en de vier beste nummers 2 kwalificeren zich voor de derde ronde. (Zij kwalificeren zich hiermee gelijk voor de Azië Cup 2023.)

Derde ronde: De twaalf landen worden in twee groepen van zes geloot. De twee beste landen uit elke groep plaatsen zich voor de eindronde. De nummers drie spelen in de vierde ronde.

Vierde ronde: De twee landen die zich voor de vierde ronde plaatsen, spelen thuis en uit tegen elkaar om één plaats in de intercontinentale play-off.

Intercontinentale play-off: De winnaar van de vierde ronde speelt tegen een land van een andere confederatie om een plek op het hoofdtoernooi.

## Data
Vanwege de uitbraak van het coronavirus overwoog de FIFA sinds begin maart 2020 om de wedstrijden tussen speeldagen 7 en 10 uit te stellen en te verplaatsen. Op 9 maart werd uiteindelijk besloten alle wedstrijden op die speeldagen uit te stellen naar een later datum. Een aantal maanden later, op 5 juni 2020 werd bekendgemaakt wat de nieuwe datums zijn van de uitgestelde wedstrijden. Speeldagen 7 tot en met 10 werden verplaatst naar oktober en november. Op 12 augustus 2020 werden deze datums echter ook weer verplaatst. De FIFA en de AFC vonden het vanwege de situatie met COVID-19 in veel Aziatische landen, beter om deze wedstrijden te verplaatsen naar maart en juni 2021. Op 17 februari 2021 werd besloten om de kwalificatiewedstrijden die gepland stonden voor maart 2021 te verschuiven naar juni 2021.
| Ronde        | Wedstrijddag     | Datum             |
| ------------ | ---------------- | ----------------- |
| Eerste ronde | Eerste wedstrijd | 6 juni 2019       |
| Eerste ronde | Tweede wedstrijd | 11 juni 2019      |
| Tweede ronde | Wedstrijddag 1   | 5 september 2019  |
| Tweede ronde | Wedstrijddag 2   | 10 september 2019 |
| Tweede ronde | Wedstrijddag 3   | 10 oktober 2019   |
| Tweede ronde | Wedstrijddag 4   | 15 oktober 2019   |
| Tweede ronde | Wedstrijddag 5   | 14 november 2019  |
| Tweede ronde | Wedstrijddag 6   | 19 november 2019  |
| Tweede ronde | Wedstrijddag 7   | 3 juni 2021       |
| Tweede ronde | Wedstrijddag 8   | 7 juni 2021       |
| Tweede ronde | Wedstrijddag 9   | 11 juni 2021      |
| Tweede ronde | Wedstrijddag 10  | 15 juni 2021      |

| Ronde        | Wedstrijddag    | Datum            |
| ------------ | --------------- | ---------------- |
| Derde ronde  | Wedstrijddag 1  | 2 september 2021 |
| Derde ronde  | Wedstrijddag 2  | 7 september 2021 |
| Derde ronde  | Wedstrijddag 3  | 7 oktober 2021   |
| Derde ronde  | Wedstrijddag 4  | 12 oktober 2021  |
| Derde ronde  | Wedstrijddag 5  | 11 november 2021 |
| Derde ronde  | Wedstrijddag 6  | 16 november 2021 |
| Derde ronde  | Wedstrijddag 7  | 27 januari 2022  |
| Derde ronde  | Wedstrijddag 8  | 1 februari 2022  |
| Derde ronde  | Wedstrijddag 9  | 24 maart 2022    |
| Derde ronde  | Wedstrijddag 10 | 29 maart 2022    |
| Vierde ronde | Één wedstrijd   | 7 juni 2022      |

## Gekwalificeerde landen
| FIFA-lid      | Kwalificatie                                      | Kwal. datum     | Aantal dln. (incl. 2022) | Eerste dln. | Laatste dln. | Dln. op rij | Titels (excl. 2022) | Beste prestatie |
| ------------- | ------------------------------------------------- | --------------- | ------------------------ | ----------- | ------------ | ----------- | ------------------- | --------------- |
| Qatar         | Gastland                                          | 2 december 2010 | 1                        | n.v.t.      | n.v.t.       | n.v.t.      | n.v.t.              | n.v.t.          |
| Iran          | 1e groep A (derde ronde)                          | 27 januari 2022 | 6                        | 1978        | 2018         | 3           | 0                   | Eerste ronde    |
| Zuid-Korea    | 2e groep A (derde ronde)                          | 1 februari 2022 | 11                       | 1954        | 2018         | 10          | 0                   | Vierde plaats   |
| Saoedi-Arabië | 1e groep B (derde ronde)                          | 24 maart 2022   | 6                        | 1994        | 2018         | 2           | 0                   | Achtste finale  |
| Japan         | 2e groep B (derde ronde)                          | 24 maart 2022   | 7                        | 1998        | 2018         | 7           | 0                   | Achtste finale  |
| Australië     | Winnaar intercontinentale play-off (AFC-CONMEBOL) | 13 juni 2022    | 6                        | 1974        | 2018         | 5           | 0                   | Achtste finale  |

## Deelnemers

Gekwalificeerd
Uitgeschakeld
Trok zich terug
Geen AFC-lid

Er zullen 46 landen deelnemen aan de kwalificatie. Om te bepalen in welke ronde de landen instromen is gekeken naar de Fifa wereldranglijst van april 2019. Omdat deze kwalificatie tegelijk voor het wereldkampioenschap als voor het Aziatisch kampioenschap is zullen de gastlanden (Qatar voor het WK en China of Zuid-Korea voor de Azië Cup) ook deelnemen aan het kwalificatietoernooi. Oost-Timor is weliswaar voor de AFC geschorst vanwege het opstellen van niet-speelgerechtige spelers tijdens het kwalificatietoernooi voor het Aziatisch kampioenschap voetbal 2019. Omdat het land niet geschorst is door de FIFA mag het toch deelnemen.
| Starten in de tweede ronde (ranking 1–34) | Starten in de eerste ronde (ranking 35–46) |
| --- | --- |
| 1. Iran (21) 2. Japan (26) 3. Zuid-Korea (37) 4. Australië (41) 5. Qatar (55) 6. Verenigde Arabische Emiraten (67) 7. Saoedi-Arabië (72) 8. China (74) 9. Irak (76) 10. Syrië (83) 11. Oezbekistan (85) 12. Libanon (86) 13. Oman (86) 14. Kirgizië (95) 15. Jordanië (97) 16. Vietnam (98) 17. Palestina (99) 18. India (101) 19. Bahrein (111) 20. Thailand (114) 21. Tadzjikistan (120) 22. Noord-Korea (121) 23. Filipijnen (124) 24. Chinees Taipei (125) 25. Turkmenistan (136) 26. Myanmar (140) 27. Hongkong (141) 28. Jemen (146) 29. Afghanistan (149) 30. Malediven (151) 31. Koeweit (156) 32. Indonesië (159) 33. Singapore (160) 34. Nepal (161) | 1. Maleisië (168) 2. Cambodja (173) 3. Macau (183) 4. Laos (184) 5. Bhutan (186) 6. Mongolië (187) 7. Bangladesh (188) 8. Guam (193) 9. Brunei (194) 10. Oost-Timor (195) 11. Pakistan (200) 12. Sri Lanka (202) |

## Eerste ronde

### Loting
De loting voor de eerste ronde vond plaats op 17 april 2019 in het AFC hoofdkwartier in Kuala Lumpur, Maleisië. Bij de indeling zal rekening worden gehouden met de ranglijst van de FIFA, april 2019. In Pot A komen de 6 betere landen terecht (35–40) en in Pot B de landen die lager in ranking staan (41–46). De wedstrijden in de eerste ronde zullen worden gespeeld op 6 en 11 juni.
| Pot A                                                                            | Pot B                                                                                    |
| -------------------------------------------------------------------------------- | ---------------------------------------------------------------------------------------- |
| Maleisië (168) Cambodja (173) Macau (183) Laos (184) Bhutan (186) Mongolië (187) | Bangladesh (188) Guam (193) Brunei (194) Oost-Timor (195) Pakistan (200) Sri Lanka (202) |

Vetgedrukte landen kwalificeren zich voor de tweede ronde.

### Wedstrijden
| Team 1   | Totaal | Team 2     | 1e wedstrijd | 2e wedstrijd |
| -------- | ------ | ---------- | ------------ | ------------ |
| Mongolië | 3 – 2  | Brunei     | 2 – 0        | 1 – 2        |
| Macau    | 1 – 3  | Sri Lanka  | 1 – 0        | 0 – 3        |
| Laos     | 0 – 1  | Bangladesh | 0 – 1        | 0 – 0        |
| Maleisië | 12 – 2 | Oost-Timor | 7 – 1        | 5 – 1        |
| Cambodja | 4 – 1  | Pakistan   | 2 – 0        | 2 – 1        |
| Bhutan   | 1 – 5  | Guam       | 1 – 0        | 0 – 5        |

|                                              |                            |       |        |                                                                                             |
| 6 juni 2019 «onderlinge duels» 17:00 (UTC+8) | Mongolië                   | 2 – 0 | Brunei | MFF Football Centre, Ulaanbaatar Toeschouwers: 1.685 Scheidsrechter: Pranjal Banerjee (IND) |
| 6 juni 2019 «onderlinge duels» 17:00 (UTC+8) | Tsedenbal 9' Naranbold 69' |       |        | MFF Football Centre, Ulaanbaatar Toeschouwers: 1.685 Scheidsrechter: Pranjal Banerjee (IND) |

|                                               |                       |                    |                               | |
| 11 juni 2019 «onderlinge duels» 20:15 (UTC+8) | Brunei Ramlli 4', 34' | 2 – 1 (2 – 3 agg.) | Mongolië 47' (pen.) Tsedenbal | Sultan Hassal Bolkiahstadion, Bandar Seri Begawan Toeschouwers: 17.210 Scheidsrechter: Ahmad Yacoub Ibrahim (JOR) |
| 11 juni 2019 «onderlinge duels» 20:15 (UTC+8) |                       |                    |                               | Sultan Hassal Bolkiahstadion, Bandar Seri Begawan Toeschouwers: 17.210 Scheidsrechter: Ahmad Yacoub Ibrahim (JOR) |

Mongolië kwalificeert zich voor de tweede ronde.
|                                              |            |       |           |                                                                                                  |
| 6 juni 2019 «onderlinge duels» 19:30 (UTC+8) | Macau      | 1 – 0 | Sri Lanka | Zhuhai Sportscenter Stadion, Zhuhai (China) Toeschouwers: 901 Scheidsrechter: Kim Dae-yong (KOR) |
| 6 juni 2019 «onderlinge duels» 19:30 (UTC+8) | Duarte 52' |       |           | Zhuhai Sportscenter Stadion, Zhuhai (China) Toeschouwers: 901 Scheidsrechter: Kim Dae-yong (KOR) |

|                                                  |           |                            |       |                                                                      |
| 11 juni 2019 «onderlinge duels» 15:30 (UTC+5:30) | Sri Lanka | 3 – 0 (regl.) (3 – 1 agg.) | Macau | Sugathadasastadion, Colombo Scheidsrechter: Çarymyrat Kurbanow (TUR) |
| 11 juni 2019 «onderlinge duels» 15:30 (UTC+5:30) |           |                            |       | Sugathadasastadion, Colombo Scheidsrechter: Çarymyrat Kurbanow (TUR) |

Sri Lanka kwalificeert zich voor de tweede ronde.
|                                              |      |               |            |                                                                                               |
| 6 juni 2019 «onderlinge duels» 18:30 (UTC+7) | Laos | 0 – 1         | Bangladesh | Nieuw Nationaal Stadion Laos, Vientiane Toeschouwers: 4.572 Scheidsrechter: Ho Wai Sing (HKG) |
| 6 juni 2019 «onderlinge duels» 18:30 (UTC+7) |      | 71' Ro. Hasan |            | Nieuw Nationaal Stadion Laos, Vientiane Toeschouwers: 4.572 Scheidsrechter: Ho Wai Sing (HKG) |

|                                               |            |                    |      |                                                                                                |
| 11 juni 2019 «onderlinge duels» 19:00 (UTC+6) | Bangladesh | 0 – 0 (1 – 0 agg.) | Laos | Bangabandhu Nationaal Stadion, Dhaka Toeschouwers: 7.453 Scheidsrechter: Timur Faizullin (KGZ) |
| 11 juni 2019 «onderlinge duels» 19:00 (UTC+6) |            |                    |      | Bangabandhu Nationaal Stadion, Dhaka Toeschouwers: 7.453 Scheidsrechter: Timur Faizullin (KGZ) |

Bangladesh kwalificeert zich voor de tweede ronde.
|                                              |                                                                                 |       |                | |
| 7 juni 2019 «onderlinge duels» 20:45 (UTC+8) | Maleisië                                                                        | 7 – 1 | Oost-Timor     | Bukit Jalil Nationaal Stadion, Kuala Lumpur Toeschouwers: 4.244 Scheidsrechter: Sherzod Kasimov (UZB) |
| 7 juni 2019 «onderlinge duels» 20:45 (UTC+8) | Corbin-Ong 12' Shahrel 23' Norshahrul 43' Safawi 45+1', 59' Faiz 78' Akhyar 89' |       | 52' João Pedro | Bukit Jalil Nationaal Stadion, Kuala Lumpur Toeschouwers: 4.244 Scheidsrechter: Sherzod Kasimov (UZB) |

|                                               |                     |                     |                                                       | |
| 11 juni 2019 «onderlinge duels» 20:45 (UTC+8) | Oost-Timor Gama 72' | 1 – 5 (2 – 12 agg.) | Maleisië 10', 17', 64' Shahrel 37' Sumareh 55' Rashid | Bukit Jalil Nationaal Stadion, Kuala Lumpur (Maleisië) Toeschouwers: 12.776 Scheidsrechter: Yusuke Araki (JPN) |
| 11 juni 2019 «onderlinge duels» 20:45 (UTC+8) |                     |                     |                                                       | Bukit Jalil Nationaal Stadion, Kuala Lumpur (Maleisië) Toeschouwers: 12.776 Scheidsrechter: Yusuke Araki (JPN) |

Maleisië kwalificeert zich voor de tweede ronde.
|                                              |                             |       |          |                                                                                      |
| 6 juni 2019 «onderlinge duels» 18:30 (UTC+7) | Cambodja                    | 2 – 0 | Pakistan | Olympisch Stadion, Phnom Penh Toeschouwers: 33.706 Scheidsrechter: Shaun Evans (AUS) |
| 6 juni 2019 «onderlinge duels» 18:30 (UTC+7) | Chanthea 81' Sokumpheak 84' |       |          | Olympisch Stadion, Phnom Penh Toeschouwers: 33.706 Scheidsrechter: Shaun Evans (AUS) |

|                                               |                     |                    |                                    |                                                                                   |
| 11 juni 2019 «onderlinge duels» 19:00 (UTC+3) | Pakistan Bashir 18' | 1 – 2 (1 – 4 agg.) | Cambodja 64' Sokpheng 89' Bunheing | Al-Ahlystadion, Doha (Qatar) Toeschouwers: 300 Scheidsrechter: Hanna Hattab (SYR) |
| 11 juni 2019 «onderlinge duels» 19:00 (UTC+3) |                     |                    |                                    | Al-Ahlystadion, Doha (Qatar) Toeschouwers: 300 Scheidsrechter: Hanna Hattab (SYR) |

Cambodja kwalificeert zich voor de tweede ronde.
|                                              |               |       |      |                                                                                          |
| 6 juni 2019 «onderlinge duels» 18:00 (UTC+6) | Bhutan        | 1 – 0 | Guam | Changlimithangstadion, Thimphu Toeschouwers: 8.000 Scheidsrechter: Omar Al-Yaqoubi (OMA) |
| 6 juni 2019 «onderlinge duels» 18:00 (UTC+6) | Ts. Dorji 35' |       |      | Changlimithangstadion, Thimphu Toeschouwers: 8.000 Scheidsrechter: Omar Al-Yaqoubi (OMA) |

|                                                |                                                        |                    |        |                                                                                           |
| 11 juni 2019 «onderlinge duels» 15:15 (UTC+10) | Guam Lagutang 23' Cunliffe 27', 82', 90+4' Malcolm 51' | 5 – 0 (5 – 1 agg.) | Bhutan | GFA National Training Center, Guam Toeschouwers: 1.029 Scheidsrechter: Yu Ming-hsun (TPE) |
| 11 juni 2019 «onderlinge duels» 15:15 (UTC+10) |                                                        |                    |        | GFA National Training Center, Guam Toeschouwers: 1.029 Scheidsrechter: Yu Ming-hsun (TPE) |

Guam kwalificeert zich voor de tweede ronde.

## Tweede ronde
De wedstrijden vonden plaats tussen 5 september 2019 en juni 2021. De laatste speeldagen werden centraal afgewerkt van 30 mei tot en met 15 juni 2021. Er kwam voor iedere poule een gastland voor die laatste wedstrijden. Zo werd bepaald dat de laatste speelrondes van groep A gespeeld worden in China te de Verenigde Arabische Emiraten, groep B in Koeweit, groep C in Bahrein, groep D in Saoedi-Arabië, groep E in Qatar, groep F in Japan, groep G in de Verenigde Arabische Emiraten en groep H in Zuid-Korea.

### Loting
De loting vond plaats op 17 juli 2019 in Kuala Lumpur, Maleisië. Bij de loting werden de landen verdeeld over 5 groepen, deze verdeling was gebaseerd op de ranking van juni 2019.
| Pot 1                                                            | Pot 2                                                         | Pot 3                                                                               | Pot 4                                                                      | Pot 5                                                                 |
| ---------------------------------------------------------------- | ------------------------------------------------------------- | ----------------------------------------------------------------------------------- | -------------------------------------------------------------------------- | --------------------------------------------------------------------- |
| Iran Japan Zuid-Korea Australië Qatar V.A.E. Saoedi-Arabië China | Irak Oezbekistan Syrië Libanon Oman Kirgizië Vietnam Jordanië | Palestina India Bahrein Thailand Tadzjikistan Noord-Korea Chinees Taipei Filipijnen | Turkmenistan Myanmar Hongkong Jemen Afghanistan Malediven Koeweit Maleisië | Indonesië Singapore Cambodja Nepal Bangladesh Mongolië Guam Sri Lanka |

Vetgedrukte landen kwalificeren zich voor de derde ronde.

### Groep A
| Pos | Team       | Wed | W | G | V | Ptn | DV | DT | +/− | Kwalificatie                      |  | Vlag van Syrië | Vlag van China | Vlag van Filipijnen | Vlag van Malediven | Vlag van Guam |
| --- | ---------- | --- | - | - | - | --- | -- | -- | --- | --------------------------------- |  | -------------- | -------------- | ------------------- | ------------------ | ------------- |
| 1   | Syrië      | 0   | 0 | 0 | 0 | 0   | 0  | 0  | 0   | Derde ronde en Azië Cup 2023      |  |                |                | 1 – 0               | 2 – 1              | 4 – 0         |
| 2   | China      | 8   | 6 | 1 | 1 | 19  | 30 | 3  | +27 | Derde ronde                       |  | 3 – 1          |                | 2 – 0               | 5 – 0              | 7 – 0         |
| 3   | Filipijnen | 8   | 3 | 2 | 3 | 11  | 12 | 11 | +1  | Derde ronde Azië Cup Kwalificatie |  | 2 – 5          | 0 – 0          |                     | 1 – 1              | 3 – 0         |
| 4   | Malediven  | 8   | 2 | 1 | 5 | 7   | 7  | 20 | −13 | Derde ronde Azië Cup Kwalificatie |  | 0 – 4          | 0 – 5          | 1 – 2               |                    | 3 – 1         |
| 5   | Guam       | 8   | 0 | 0 | 8 | 0   | 2  | 32 | −30 | Play-off Azië Cup Kwalificatie    |  | 0 – 3          | 0 – 7          | 1 – 4               | 0 – 1              |               |

1. ↑  China kwalificeerde zich als gastland zijnde voor de Azië Cup.

|                                                    |      |              |              |                                                                                                 |
| 5 september 2019 «onderlinge duels» 15:30 (UTC+10) | Guam | 0 – 1        | Malediven    | Guam F.A. Nationaal Training Center, Dededo Toeschouwers: 714 Scheidsrechter: Jumpei Iida (JPN) |
| 5 september 2019 «onderlinge duels» 15:30 (UTC+10) |      | Externe link | 27' Mahudhee | Guam F.A. Nationaal Training Center, Dededo Toeschouwers: 714 Scheidsrechter: Jumpei Iida (JPN) |

|                                                   |                       |              |                                                                 |                                                                                    |
| 5 september 2019 «onderlinge duels» 19:30 (UTC+8) | Filipijnen            | 2 – 5        | Syrië                                                           | Panaadstadion, Bacolod Toeschouwers: 2.645 Scheidsrechter: Yaqoub Al-Hammadi (UAE) |
| 5 september 2019 «onderlinge duels» 19:30 (UTC+8) | Patiño 6' Mi. Ott 83' | Externe link | 14', 55' Al Somah 30' Mobayed 48' (pen.) Al-Khatib 85' Al-Mawas | Panaadstadion, Bacolod Toeschouwers: 2.645 Scheidsrechter: Yaqoub Al-Hammadi (UAE) |

|                                                     |                  |              |                                                |                                                                                       |
| 10 september 2019 «onderlinge duels» 15:30 (UTC+10) | Guam             | 1 – 4        | Filipijnen                                     | Nationaal Voetbalstadion, Malé Toeschouwers: 1.096 Scheidsrechter: Kim Woo-sung (KOR) |
| 10 september 2019 «onderlinge duels» 15:30 (UTC+10) | Lopez 67' (pen.) | Externe link | 7' Guirado 12' Reichelt 71' Schröck 82' Strauß | Nationaal Voetbalstadion, Malé Toeschouwers: 1.096 Scheidsrechter: Kim Woo-sung (KOR) |

|                                                    |           |              |                                                                 | |
| 10 september 2019 «onderlinge duels» 20:00 (UTC+5) | Malediven | 0 – 5        | China                                                           | Guam F.A. Nationaal Training Center, Dededo Toeschouwers: 3.700 Scheidsrechter: Turki Al-Khudhayr (KSA) |
| 10 september 2019 «onderlinge duels» 20:00 (UTC+5) |           | Externe link | 33' Wu Xi 45' Wu Lei 64' (pen.) Yang Xu 64' (pen.), 90' Elkeson | Guam F.A. Nationaal Training Center, Dededo Toeschouwers: 3.700 Scheidsrechter: Turki Al-Khudhayr (KSA) |

|                                                  |                                                              |              |      |                                                                              |
| 10 oktober 2019 «onderlinge duels» 20:00 (UTC+8) | China                                                        | 7 – 0        | Guam | Tianhestadion, Guangzhou Toeschouwers: 39.987 Scheidsrechter: Ali Reda (LIB) |
| 10 oktober 2019 «onderlinge duels» 20:00 (UTC+8) | Yang Xu 6', 19', 24', 31' Wu Lei 17' Wu Xi 45+1' Elkeson 75' | Externe link |      | Tianhestadion, Guangzhou Toeschouwers: 39.987 Scheidsrechter: Ali Reda (LIB) |

|                                                  |                   |              |            | |
| 10 oktober 2019 «onderlinge duels» 18:00 (UTC+4) | Syrië             | 2 – 1        | Malediven  | Al-Rashidstadion, Dubai (Verenigde Arabische Emiraten) Toeschouwers: 5.500 Scheidsrechter: Nazmi Nasaruddin (MAS) |
| 10 oktober 2019 «onderlinge duels» 18:00 (UTC+4) | Al Somah 26', 60' | Externe link | 70' Ashfaq | Al-Rashidstadion, Dubai (Verenigde Arabische Emiraten) Toeschouwers: 5.500 Scheidsrechter: Nazmi Nasaruddin (MAS) |

|                                                  |              |       |       |                                                                              |
| 15 oktober 2019 «onderlinge duels» 20:00 (UTC+8) | Filipijnen   | 0 – 0 | China | Panaadstadion, Bacolod Toeschouwers: 2.982 Scheidsrechter: Aziz Asimov (UZB) |
| 15 oktober 2019 «onderlinge duels» 20:00 (UTC+8) | Externe link |       |       | Panaadstadion, Bacolod Toeschouwers: 2.982 Scheidsrechter: Aziz Asimov (UZB) |

|                                                  |                                      |              |      | |
| 15 oktober 2019 «onderlinge duels» 18:00 (UTC+4) | Syrië                                | 4 – 0        | Guam | Al-Rashidstadion, Dubai (Verenigde Arabische Emiraten) Toeschouwers: 2.050 Scheidsrechter: Dmitriy Mashentsev (KGZ) |
| 15 oktober 2019 «onderlinge duels» 18:00 (UTC+4) | Al Somah 3', 44', 83' Al-Mawas 90+3' | Externe link |      | Al-Rashidstadion, Dubai (Verenigde Arabische Emiraten) Toeschouwers: 2.050 Scheidsrechter: Dmitriy Mashentsev (KGZ) |

|                                                   |                                    |              |            | |
| 14 november 2019 «onderlinge duels» 18:00 (UTC+4) | Syrië                              | 2 – 1        | China      | Al-Rashidstadion, Dubai (Verenigde Arabische Emiraten) Toeschouwers: 6.902 Scheidsrechter: Kim Dae-yong (KOR) |
| 14 november 2019 «onderlinge duels» 18:00 (UTC+4) | Omari 19' Zhang Linpeng 76' (e.d.) | Externe link | 30' Wu Lei | Al-Rashidstadion, Dubai (Verenigde Arabische Emiraten) Toeschouwers: 6.902 Scheidsrechter: Kim Dae-yong (KOR) |

|                                                   |              |              |                       |                                                                                       |
| 14 november 2019 «onderlinge duels» 16:00 (UTC+5) | Malediven    | 1 – 2        | Filipijnen            | Nationaal Voetbalstadion, Malé Toeschouwers: 2.700 Scheidsrechter: Ahmed Al-Ali (JOR) |
| 14 november 2019 «onderlinge duels» 16:00 (UTC+5) | Hassan 90+3' | Externe link | 52' Ramsay 68' Strauß | Nationaal Voetbalstadion, Malé Toeschouwers: 2.700 Scheidsrechter: Ahmed Al-Ali (JOR) |

|                                                   |                                            |              |            |                                                                                            |
| 19 november 2019 «onderlinge duels» 16:00 (UTC+5) | Malediven                                  | 3 – 1        | Guam       | Nationaal Voetbalstadion, Malé Toeschouwers: 2.612 Scheidsrechter: Hussein Abo Yehia (LIB) |
| 19 november 2019 «onderlinge duels» 16:00 (UTC+5) | Samooh 23' Nicklaw 38' (e.d.) Ashfaq 90+1' | Externe link | 49' Matkin | Nationaal Voetbalstadion, Malé Toeschouwers: 2.612 Scheidsrechter: Hussein Abo Yehia (LIB) |

|                                                   |               |              |            | |
| 19 november 2019 «onderlinge duels» 18:00 (UTC+4) | Syrië         | 1 – 0        | Filipijnen | Al-Rashidstadion, Dubai (Verenigde Arabische Emiraten) Toeschouwers: 2.445 Scheidsrechter: Rowan Arumughan (IND) |
| 19 november 2019 «onderlinge duels» 18:00 (UTC+4) | Al Salama 23' | Externe link |            | Al-Rashidstadion, Dubai (Verenigde Arabische Emiraten) Toeschouwers: 2.445 Scheidsrechter: Rowan Arumughan (IND) |

|                                              |      |              |                                                                            | |
| 30 mei 2021 «onderlinge duels» 19:30 (UTC+8) | Guam | 0 – 7        | China                                                                      | Olympisch Sportcentrum Suzhou, Suzhou (China) Toeschouwers: 29.222 Scheidsrechter: Sivakorn Pu-udom (THA) |
| 30 mei 2021 «onderlinge duels» 19:30 (UTC+8) |      | Externe link | 20' (pen.), 55' Wu Lei 39' Jin Jingdao 61' Wu Xi 65' Elkeson 83', 87' Alan | Olympisch Sportcentrum Suzhou, Suzhou (China) Toeschouwers: 29.222 Scheidsrechter: Sivakorn Pu-udom (THA) |

|                                              |           |              |                                                          | |
| 4 juni 2021 «onderlinge duels» 20:00 (UTC+4) | Malediven | 0 – 4        | Syrië                                                    | Sharjahstadion, Sharjah (Verenigde Arabische Emiraten) Toeschouwers: 0 Scheidsrechter: Ammar Aljneibi (UAE) |
| 4 juni 2021 «onderlinge duels» 20:00 (UTC+4) |           | Externe link | 29', 45+2' (pen.), 71' (pen.) Al-Mawas 33' (pen.) Aosman | Sharjahstadion, Sharjah (Verenigde Arabische Emiraten) Toeschouwers: 0 Scheidsrechter: Ammar Aljneibi (UAE) |

|                                              |      |              |                               | |
| 7 juni 2021 «onderlinge duels» 18:00 (UTC+4) | Guam | 0 – 3        | Syrië                         | Sharjahstadion, Sharjah (Verenigde Arabische Emiraten) Toeschouwers: 0 Scheidsrechter: Khalid Saleh Alturais (KSA) |
| 7 juni 2021 «onderlinge duels» 18:00 (UTC+4) |      | Externe link | 6', 9' Mardikian 84' Al-Mawas | Sharjahstadion, Sharjah (Verenigde Arabische Emiraten) Toeschouwers: 0 Scheidsrechter: Khalid Saleh Alturais (KSA) |

|                                              |                                  |              |            | |
| 7 juni 2021 «onderlinge duels» 21:00 (UTC+4) | China                            | 2 – 0        | Filipijnen | Sharjahstadion, Sharjah (Verenigde Arabische Emiraten) Toeschouwers: 0 Scheidsrechter: Kim Hee-gon (KOR) |
| 7 juni 2021 «onderlinge duels» 21:00 (UTC+4) | Wu Lei 56' (pen.) Wu Xinghan 65' | Externe link |            | Sharjahstadion, Sharjah (Verenigde Arabische Emiraten) Toeschouwers: 0 Scheidsrechter: Kim Hee-gon (KOR) |

|                                               |                                           |              |      | |
| 11 juni 2021 «onderlinge duels» 18:00 (UTC+4) | Filipijnen                                | 3 – 0        | Guam | Sharjahstadion, Sharjah (Verenigde Arabische Emiraten) Toeschouwers: 0 Scheidsrechter: Ammar Aljneibi (UAE) |
| 11 juni 2021 «onderlinge duels» 18:00 (UTC+4) | Guirado 12' Lopez 60' (e.d.) Hartmann 88' | Externe link |      | Sharjahstadion, Sharjah (Verenigde Arabische Emiraten) Toeschouwers: 0 Scheidsrechter: Ammar Aljneibi (UAE) |

|                                               |                                                                 |              |           | |
| 11 juni 2021 «onderlinge duels» 21:00 (UTC+4) | China                                                           | 5 – 0        | Malediven | Sharjahstadion, Sharjah (Verenigde Arabische Emiraten) Toeschouwers: 0 Scheidsrechter: Al-Ali Ahmad (KUW) |
| 11 juni 2021 «onderlinge duels» 21:00 (UTC+4) | Liu Binbin 5' Wu Lei 30' Alan 68' Zhang Yuning 69' Tan Long 79' | Externe link |           | Sharjahstadion, Sharjah (Verenigde Arabische Emiraten) Toeschouwers: 0 Scheidsrechter: Al-Ali Ahmad (KUW) |

|                                               |             |              |           | |
| 15 juni 2021 «onderlinge duels» 19:00 (UTC+4) | Filipijnen  | 1 – 1        | Malediven | Sharjahstadion, Sharjah (Verenigde Arabische Emiraten) Toeschouwers: 0 Scheidsrechter: Sivakorn Pu-udom (THA) |
| 15 juni 2021 «onderlinge duels» 19:00 (UTC+4) | Guirado 19' | Externe link | 25' Fasir | Sharjahstadion, Sharjah (Verenigde Arabische Emiraten) Toeschouwers: 0 Scheidsrechter: Sivakorn Pu-udom (THA) |

|                                               |                                                      |              |            | |
| 15 juni 2021 «onderlinge duels» 22:00 (UTC+4) | China                                                | 3 – 1        | Syrië      | Sharjahstadion, Sharjah (Verenigde Arabische Emiraten) Toeschouwers: 0 Scheidsrechter: Muhammad Taqi (SIN) |
| 15 juni 2021 «onderlinge duels» 22:00 (UTC+4) | Zhang Xizhe 43' Wu Lei 69' (pen.) Zhang Yuning 90+3' | Externe link | 50' Aosman | Sharjahstadion, Sharjah (Verenigde Arabische Emiraten) Toeschouwers: 0 Scheidsrechter: Muhammad Taqi (SIN) |

### Groep B
| Pos | Team           | Wed | W | G | V | Ptn | DV | DT | +/− | Kwalificatie                      |  | Vlag van Australië | Vlag van Koeweit | Vlag van Jordanië | Vlag van Nepal | Vlag van Chinees Taipei |
| --- | -------------- | --- | - | - | - | --- | -- | -- | --- | --------------------------------- |  | ------------------ | ---------------- | ----------------- | -------------- | ----------------------- |
| 1   | Australië      | 8   | 8 | 0 | 0 | 24  | 28 | 2  | +26 | Derde ronde en Azië Cup 2023      |  |                    | 3 – 0            | 1 – 0             | 5 – 0          | 5 – 1                   |
| 2   | Koeweit        | 8   | 4 | 2 | 2 | 14  | 19 | 7  | +12 | Derde ronde Azië Cup Kwalificatie |  | 0 – 3              |                  | 0 – 0             | 7 – 0          | 9 – 0                   |
| 3   | Jordanië       | 8   | 4 | 2 | 2 | 14  | 13 | 3  | +10 | Derde ronde Azië Cup Kwalificatie |  | 0 – 1              | 0 – 0            |                   | 3 – 0          | 5 – 0                   |
| 4   | Nepal          | 8   | 2 | 0 | 6 | 6   | 4  | 22 | −18 | Derde ronde Azië Cup Kwalificatie |  | 0 – 3              | 0 – 1            | 0 – 3             |                | 2 – 0                   |
| 5   | Chinees Taipei | 8   | 0 | 0 | 8 | 0   | 4  | 34 | −30 | Play-off Azië Cup Kwalificatie    |  | 1 – 7              | 1 – 2            | 1 – 2             | 0 – 2          |                         |

|                                                   |                  |              |                      |                                                                                         |
| 5 september 2019 «onderlinge duels» 19:10 (UTC+8) | Chinees Taipei   | 1 – 2        | Jordanië             | Taipei Municipal Stadium, Taipei Toeschouwers: 5.590 Scheidsrechter: Yusuke Araki (JPN) |
| 5 september 2019 «onderlinge duels» 19:10 (UTC+8) | Wen Chih-hao 81' | Externe link | 19' Faisal 37' Samir | Taipei Municipal Stadium, Taipei Toeschouwers: 5.590 Scheidsrechter: Yusuke Araki (JPN) |

|                                                   |                                                                                       |              |       | |
| 5 september 2019 «onderlinge duels» 20:30 (UTC+3) | Koeweit                                                                               | 7 – 0        | Nepal | Jaber Al-Ahmad Internationaal Stadion, Koeweit Toeschouwers: 7.500 Scheidsrechter: Kim Dae-yong (KOR) |
| 5 september 2019 «onderlinge duels» 20:30 (UTC+3) | Nasser 6', 50' Al Hajeri 13' Mawei 59' Al-Mutawa 67' Abujabarah 90+4' Al-Musawi 90+7' | Externe link |       | Jaber Al-Ahmad Internationaal Stadion, Koeweit Toeschouwers: 7.500 Scheidsrechter: Kim Dae-yong (KOR) |

|                                                    |                |              |               |                                                                                              |
| 10 september 2019 «onderlinge duels» 19:10 (UTC+8) | Chinees Taipei | 0 – 2        | Nepal         | Taipei Municipal Stadium, Taipei Toeschouwers: 4.780 Scheidsrechter: Yaqoob Abdul Baki (OMA) |
| 10 september 2019 «onderlinge duels» 19:10 (UTC+8) |                | Externe link | 4', 62' Bista | Taipei Municipal Stadium, Taipei Toeschouwers: 4.780 Scheidsrechter: Yaqoob Abdul Baki (OMA) |

|                                                    |         |              |                         |                                                                                                |
| 10 september 2019 «onderlinge duels» 18:30 (UTC+3) | Koeweit | 0 – 3        | Australië               | Al Kuwait Sports Clubstadion, Koeweit Toeschouwers: 11.852 Scheidsrechter: Muhammad Taqi (SIN) |
| 10 september 2019 «onderlinge duels» 18:30 (UTC+3) |         | Externe link | 7', 30' Leckie 38' Mooy | Al Kuwait Sports Clubstadion, Koeweit Toeschouwers: 11.852 Scheidsrechter: Muhammad Taqi (SIN) |

|                                                   |                                                        |              |       |                                                                                       |
| 10 oktober 2019 «onderlinge duels» 20:00 (UTC+11) | Australië                                              | 5 – 0        | Nepal | Canberra Stadium, Canberra Toeschouwers: 18.563 Scheidsrechter: Thoriq Alkatiri (IDN) |
| 10 oktober 2019 «onderlinge duels» 20:00 (UTC+11) | Maclaren 6', 19', 90' Souttar 23' Rajbanshi 59' (e.d.) | Externe link |       | Canberra Stadium, Canberra Toeschouwers: 18.563 Scheidsrechter: Thoriq Alkatiri (IDN) |

|                                                  |              |       |         |                                                                                          |
| 10 oktober 2019 «onderlinge duels» 19:00 (UTC+3) | Jordanië     | 0 – 0 | Koeweit | Amman International Stadium, Amman Toeschouwers: 10.720 Scheidsrechter: Ryuji Sato (JPN) |
| 10 oktober 2019 «onderlinge duels» 19:00 (UTC+3) | Externe link |       |         | Amman International Stadium, Amman Toeschouwers: 10.720 Scheidsrechter: Ryuji Sato (JPN) |

|                                                  |                 |              |                                                                |                                                                                           |
| 15 oktober 2019 «onderlinge duels» 19:10 (UTC+8) | Chinees Taipei  | 1 – 7        | Australië                                                      | National Stadium, Kaohsiung Toeschouwers: 3.217 Scheidsrechter: Mongkolchai Pechsri (THA) |
| 15 oktober 2019 «onderlinge duels» 19:10 (UTC+8) | Chen Yi-wei 21' | Externe link | 12', 19' Taggart 34', 37' Irvine 73', 89' Souttar 84' Maclaren | National Stadium, Kaohsiung Toeschouwers: 3.217 Scheidsrechter: Mongkolchai Pechsri (THA) |

|                                                  |                                           |              |       |                                                                                                |
| 15 oktober 2019 «onderlinge duels» 19:00 (UTC+3) | Jordanië                                  | 3 – 0        | Nepal | Amman International Stadium, Amman Toeschouwers: 4.863 Scheidsrechter: Sadullo Gulmurodi (TJK) |
| 15 oktober 2019 «onderlinge duels» 19:00 (UTC+3) | Shelbaieh 56' (pen.) Ersan 78' Faisal 88' | Externe link |       | Amman International Stadium, Amman Toeschouwers: 4.863 Scheidsrechter: Sadullo Gulmurodi (TJK) |

|                                                   | |              |                | |
| 14 november 2019 «onderlinge duels» 19:00 (UTC+3) | Koeweit | 9 – 0        | Chinees Taipei | Jaber Al-Ahmad Internationaal Stadion, Koeweit Toeschouwers: 8.400 Scheidsrechter: Mohd Amirul Izwan Yaacob (MAS) |
| 14 november 2019 «onderlinge duels» 19:00 (UTC+3) | Nasser 22', 59' Al Ansari 42' Al-Faneeni 49' Al-Mutawa 55' Zayid 62' Al-Khaldi 73' Chen Wei-chuan 77' (e.d.) Ajab 81' | Externe link |                | Jaber Al-Ahmad Internationaal Stadion, Koeweit Toeschouwers: 8.400 Scheidsrechter: Mohd Amirul Izwan Yaacob (MAS) |

|                                                   |          |              |             |                                                                                      |
| 14 november 2019 «onderlinge duels» 18:00 (UTC+2) | Jordanië | 0 – 1        | Australië   | Koning Abdoellah II-stadion, Amman Toeschouwers: 9.712 Scheidsrechter: Fu Ming (CHN) |
| 14 november 2019 «onderlinge duels» 18:00 (UTC+2) |          | Externe link | 13' Taggart | Koning Abdoellah II-stadion, Amman Toeschouwers: 9.712 Scheidsrechter: Fu Ming (CHN) |

|                                                   |       |              |               |                                                                                                   |
| 19 november 2019 «onderlinge duels» 15:00 (UTC+6) | Nepal | 0 – 1        | Koeweit       | Changlimithangstadion, Thimphu (Bhutan) Toeschouwers: 2.120 Scheidsrechter: Omar Al-Yaqoubi (OMA) |
| 19 november 2019 «onderlinge duels» 15:00 (UTC+6) |       | Externe link | 28' Al-Mutawa | Changlimithangstadion, Thimphu (Bhutan) Toeschouwers: 2.120 Scheidsrechter: Omar Al-Yaqoubi (OMA) |

|                                                   |                                                     |              |                | |
| 19 november 2019 «onderlinge duels» 18:00 (UTC+2) | Jordanië                                            | 5 – 0        | Chinees Taipei | Koning Abdoellah II-stadion, Amman Toeschouwers: 2.260 Scheidsrechter: Mohammed Abdulla Mohamed (UAE) |
| 19 november 2019 «onderlinge duels» 18:00 (UTC+2) | Faisal 4', 75' Ersan 25' Al-Arab 43' Al-Dardour 62' | Externe link |                | Koning Abdoellah II-stadion, Amman Toeschouwers: 2.260 Scheidsrechter: Mohammed Abdulla Mohamed (UAE) |

|                                              |                                     |              |                | |
| 3 juni 2021 «onderlinge duels» 19:00 (UTC+3) | Nepal                               | 2 – 0        | Chinees Taipei | Al Kuwait Sports Clubstadion, Koeweit (Koeweit) Toeschouwers: 0 Scheidsrechter: Kim Woo-sung (KOR) |
| 3 juni 2021 «onderlinge duels» 19:00 (UTC+3) | An. Bista 3' (pen.) N. Shrestha 80' | Externe link |                | Al Kuwait Sports Clubstadion, Koeweit (Koeweit) Toeschouwers: 0 Scheidsrechter: Kim Woo-sung (KOR) |

|                                              |                                  |              |         | |
| 3 juni 2021 «onderlinge duels» 22:00 (UTC+3) | Australië                        | 3 – 0        | Koeweit | Jaber Al-Ahmad Internationaal Stadion, Koeweit (Koeweit) Toeschouwers: 0 Scheidsrechter: Jumpei Iida (JPN) |
| 3 juni 2021 «onderlinge duels» 22:00 (UTC+3) | Leckie 1' Irvine 24' Hrustić 66' | Externe link |         | Jaber Al-Ahmad Internationaal Stadion, Koeweit (Koeweit) Toeschouwers: 0 Scheidsrechter: Jumpei Iida (JPN) |

|                                              |       |              |                                    | |
| 7 juni 2021 «onderlinge duels» 19:00 (UTC+3) | Nepal | 0 – 3        | Jordanië                           | Al Kuwait Sports Clubstadion, Koeweit (Koeweit) Toeschouwers: 0 Scheidsrechter: Mohd Amirul Izwan Yaacob (MAS) |
| 7 juni 2021 «onderlinge duels» 19:00 (UTC+3) |       | Externe link | 23' (pen.), 48' Faisal 67' Al-Arab | Al Kuwait Sports Clubstadion, Koeweit (Koeweit) Toeschouwers: 0 Scheidsrechter: Mohd Amirul Izwan Yaacob (MAS) |

|                                              |                                                             |              |                 | |
| 7 juni 2021 «onderlinge duels» 22:00 (UTC+3) | Australië                                                   | 5 – 1        | Chinees Taipei  | Jaber Al-Ahmad Internationaal Stadion, Koeweit (Koeweit) Toeschouwers: 0 Scheidsrechter: Saoud Al-Adba (QAT) |
| 7 juni 2021 «onderlinge duels» 22:00 (UTC+3) | Souttar 12' Maclaren 27' (pen.) Sainsbury 41' Duke 46', 84' | Externe link | 62' Gao Wei-jie | Jaber Al-Ahmad Internationaal Stadion, Koeweit (Koeweit) Toeschouwers: 0 Scheidsrechter: Saoud Al-Adba (QAT) |

|                                               |           |              |                                 | |
| 11 juni 2021 «onderlinge duels» 19:00 (UTC+3) | Nepal     | 0 – 3        | Australië                       | Al Kuwait Sports Clubstadion, Koeweit (Koeweit) Toeschouwers: 0 Scheidsrechter: Ahmed Al-Kaf (OMA) |
| 11 juni 2021 «onderlinge duels» 19:00 (UTC+3) | Chand 45' | Externe link | 6' Leckie 38' Karacic 57' Boyle | Al Kuwait Sports Clubstadion, Koeweit (Koeweit) Toeschouwers: 0 Scheidsrechter: Ahmed Al-Kaf (OMA) |

|                                               |                     |              |          | |
| 11 juni 2021 «onderlinge duels» 22:00 (UTC+3) | Koeweit             | 0 – 0        | Jordanië | Jaber Al-Ahmad Internationaal Stadion, Koeweit Toeschouwers: 0 Scheidsrechter: Nawaf Shukralla (BHR) |
| 11 juni 2021 «onderlinge duels» 22:00 (UTC+3) | El Ebrahim 39', 61' | Externe link |          | Jaber Al-Ahmad Internationaal Stadion, Koeweit Toeschouwers: 0 Scheidsrechter: Nawaf Shukralla (BHR) |

|                                               |             |              |                | |
| 15 juni 2021 «onderlinge duels» 19:00 (UTC+3) | Australië   | 1 – 0        | Jordanië       | Al Kuwait Sports Clubstadion, Koeweit (Koeweit) Toeschouwers: 0 Scheidsrechter: Kim Woo-sung (KOR) |
| 15 juni 2021 «onderlinge duels» 19:00 (UTC+3) | Souttar 77' | Externe link | 87' Al-Taamari | Al Kuwait Sports Clubstadion, Koeweit (Koeweit) Toeschouwers: 0 Scheidsrechter: Kim Woo-sung (KOR) |

|                                               |                   |              |                 | |
| 15 juni 2021 «onderlinge duels» 22:00 (UTC+3) | Chinees Taipei    | 1 – 2        | Koeweit         | Jaber Al-Ahmad Internationaal Stadion, Koeweit (Koeweit) Toeschouwers: 0 Scheidsrechter: Ahmed Al-Kaf (OMA) |
| 15 juni 2021 «onderlinge duels» 22:00 (UTC+3) | Wu Chun-ching 51' | Externe link | 14', 71' Nasser | Jaber Al-Ahmad Internationaal Stadion, Koeweit (Koeweit) Toeschouwers: 0 Scheidsrechter: Ahmed Al-Kaf (OMA) |

### Groep C
| Pos | Team     | Wed | W | G | V | Ptn | DV | DT | +/− | Kwalificatie                      |  | Vlag van Iran | Vlag van Irak | Vlag van Bahrein | Vlag van Hongkong | Vlag van Cambodja |
| --- | -------- | --- | - | - | - | --- | -- | -- | --- | --------------------------------- |  | ------------- | ------------- | ---------------- | ----------------- | ----------------- |
| 1   | Iran     | 8   | 6 | 0 | 2 | 18  | 34 | 4  | +30 | Derde ronde en Azië Cup 2023      |  |               | 1 – 0         | 3 – 0            | 3 – 1             | 14 – 0            |
| 2   | Irak     | 8   | 5 | 2 | 1 | 17  | 14 | 4  | +10 | Derde ronde en Azië Cup 2023      |  | 2 – 1         |               | 0 – 0            | 2 – 0             | 4 – 1             |
| 3   | Bahrein  | 8   | 4 | 3 | 1 | 15  | 15 | 4  | +11 | Derde ronde Azië Cup Kwalificatie |  | 1 – 0         | 1 – 1         |                  | 4 – 0             | 8 – 0             |
| 4   | Hongkong | 8   | 1 | 2 | 5 | 5   | 4  | 13 | −9  | Derde ronde Azië Cup Kwalificatie |  | 0 – 2         | 0 – 1         | 0 – 0            |                   | 2 – 0             |
| 5   | Cambodja | 8   | 0 | 1 | 7 | 1   | 2  | 44 | −42 | Play-off Azië Cup Kwalificatie    |  | 0 – 10        | 0 – 4         | 0 – 1            | 1 – 1             |                   |

|                                                   |          |              |                  |                                                                                          |
| 5 september 2019 «onderlinge duels» 18:30 (UTC+7) | Cambodja | 1 – 1        | Hongkong         | Olympisch Stadion, Phnom Penh Toeschouwers: 45.500 Scheidsrechter: Ilgiz Tantashev (UZB) |
| 5 september 2019 «onderlinge duels» 18:30 (UTC+7) | Keo 33'  | Externe link | 16' Tan Chun Lok | Olympisch Stadion, Phnom Penh Toeschouwers: 45.500 Scheidsrechter: Ilgiz Tantashev (UZB) |

|                                                   |             |              |            |                                                                                           |
| 5 september 2019 «onderlinge duels» 19:30 (UTC+3) | Bahrein     | 1 – 1        | Irak       | Bahrain National Stadium, Riffa Toeschouwers: 6.049 Scheidsrechter: Omar Al-Yaqoubi (OMA) |
| 5 september 2019 «onderlinge duels» 19:30 (UTC+3) | Al Aswad 9' | Externe link | 85' M. Ali | Bahrain National Stadium, Riffa Toeschouwers: 6.049 Scheidsrechter: Omar Al-Yaqoubi (OMA) |

|                                                    |          |              |              |                                                                                              |
| 10 september 2019 «onderlinge duels» 18:30 (UTC+7) | Cambodja | 0 – 1        | Bahrein      | Olympisch Stadion, Phnom Penh Toeschouwers: 45.000 Scheidsrechter: Nivon Robesh Gamini (SRI) |
| 10 september 2019 «onderlinge duels» 18:30 (UTC+7) |          | Externe link | 78' Al Aswad | Olympisch Stadion, Phnom Penh Toeschouwers: 45.000 Scheidsrechter: Nivon Robesh Gamini (SRI) |

|                                                    |          |              |                           |                                                                                       |
| 10 september 2019 «onderlinge duels» 20:00 (UTC+8) | Hongkong | 0 – 2        | Iran                      | Hong Kong Stadium, Hongkong Toeschouwers: 13.942 Scheidsrechter: Yudai Yamamoto (JPN) |
| 10 september 2019 «onderlinge duels» 20:00 (UTC+8) |          | Externe link | 23' Azmoun 54' Ansarifard | Hong Kong Stadium, Hongkong Toeschouwers: 13.942 Scheidsrechter: Yudai Yamamoto (JPN) |

|                                                     | |              |          |                                                                                   |
| 10 oktober 2019 «onderlinge duels» 17:00 (UTC+3:30) | Iran | 14 – 0       | Cambodja | Azadistadion, Teheran Toeschouwers: 15.823 Scheidsrechter: Pranjal Banerjee (IND) |
| 10 oktober 2019 «onderlinge duels» 17:00 (UTC+3:30) | Nourollahi 5' Azmoun 11', 35', 44' Kanaanizadegan 18' Taremi 22', 54' Ansarifard 40', 48', 60', 88' Mohebi 65', 67' Me. Mohammadi 85' | Externe link |          | Azadistadion, Teheran Toeschouwers: 15.823 Scheidsrechter: Pranjal Banerjee (IND) |

|                                                  |                             |              |          |                                                                                      |
| 10 oktober 2019 «onderlinge duels» 19:00 (UTC+3) | Irak                        | 2 – 0        | Hongkong | Basra Sports City, Basra Toeschouwers: 32.340 Scheidsrechter: Ammar Al-Jeneibi (UAE) |
| 10 oktober 2019 «onderlinge duels» 19:00 (UTC+3) | M. Ali 37' Adnan 79' (pen.) | Externe link |          | Basra Sports City, Basra Toeschouwers: 32.340 Scheidsrechter: Ammar Al-Jeneibi (UAE) |

|                                                  |          |              |                                              |                                                                                            |
| 15 oktober 2019 «onderlinge duels» 18:30 (UTC+7) | Cambodja | 0 – 4        | Irak                                         | Olympisch Stadion, Phnom Penh Toeschouwers: 48.258 Scheidsrechter: Clifford Daypuyat (PHI) |
| 15 oktober 2019 «onderlinge duels» 18:30 (UTC+7) |          | Externe link | 22' Bayesh 41' M. Ali 57' Attwan 62' Ibrahim | Olympisch Stadion, Phnom Penh Toeschouwers: 48.258 Scheidsrechter: Clifford Daypuyat (PHI) |

|                                                  |                      |              |      |                                                                                               |
| 15 oktober 2019 «onderlinge duels» 19:30 (UTC+3) | Bahrein              | 1 – 0        | Iran | Bahrain National Stadium, Riffa Toeschouwers: 30.000 Scheidsrechter: Valentin Kovalenko (UZB) |
| 15 oktober 2019 «onderlinge duels» 19:30 (UTC+3) | Al-Hardan 65' (pen.) | Externe link |      | Bahrain National Stadium, Riffa Toeschouwers: 30.000 Scheidsrechter: Valentin Kovalenko (UZB) |

|                                                   |              |       |         |                                                                                    |
| 14 november 2019 «onderlinge duels» 20:00 (UTC+8) | Hongkong     | 0 – 0 | Bahrein | Hong Kong Stadium, Hongkong Toeschouwers: 4.541 Scheidsrechter: Kim Dong-jin (KOR) |
| 14 november 2019 «onderlinge duels» 20:00 (UTC+8) | Externe link |       |         | Hong Kong Stadium, Hongkong Toeschouwers: 4.541 Scheidsrechter: Kim Dong-jin (KOR) |

|                                                   |                        |              |                | |
| 14 november 2019 «onderlinge duels» 16:00 (UTC+2) | Irak                   | 2 – 1        | Iran           | Amman International Stadium, Amman (Jordanië) Toeschouwers: 13.752 Scheidsrechter: Hettikamkanamge Perera (SRI) |
| 14 november 2019 «onderlinge duels» 16:00 (UTC+2) | M. Ali 11' Abbas 90+2' | Externe link | 25' Nourollahi | Amman International Stadium, Amman (Jordanië) Toeschouwers: 13.752 Scheidsrechter: Hettikamkanamge Perera (SRI) |

|                                                   |                    |              |          |                                                                                  |
| 19 november 2019 «onderlinge duels» 20:00 (UTC+8) | Hongkong           | 2 – 0        | Cambodja | Hong Kong Stadium, Hongkong Toeschouwers: 6.497 Scheidsrechter: Ali Shaban (KUW) |
| 19 november 2019 «onderlinge duels» 20:00 (UTC+8) | Ha 20' Roberto 83' | Externe link |          | Hong Kong Stadium, Hongkong Toeschouwers: 6.497 Scheidsrechter: Ali Shaban (KUW) |

|                                                   |              |       |         | |
| 19 november 2019 «onderlinge duels» 16:00 (UTC+2) | Irak         | 0 – 0 | Bahrein | Amman International Stadium, Amman (Jordanië) Toeschouwers: 10.366 Scheidsrechter: Muhammad Taqi (SIN) |
| 19 november 2019 «onderlinge duels» 16:00 (UTC+2) | Externe link |       |         | Amman International Stadium, Amman (Jordanië) Toeschouwers: 10.366 Scheidsrechter: Muhammad Taqi (SIN) |

|                                              |                                         |              |          |                                                                                          |
| 3 juni 2021 «onderlinge duels» 17:30 (UTC+3) | Iran                                    | 3 – 1        | Hongkong | Al Muharraqstadion, Arad (Bahrein) Toeschouwers: 0 Scheidsrechter: Adham Makhadmeh (JOR) |
| 3 juni 2021 «onderlinge duels» 17:30 (UTC+3) | Gholizadeh 23' Amiri 61' Ansarifard 84' | Externe link | 85' Orr  | Al Muharraqstadion, Arad (Bahrein) Toeschouwers: 0 Scheidsrechter: Adham Makhadmeh (JOR) |

|                                              |                                                                                      |              |          |                                                                                       |
| 3 juni 2021 «onderlinge duels» 19:30 (UTC+3) | Bahrein                                                                              | 8 – 0        | Cambodja | Bahrain National Stadium, Riffa Toeschouwers: 0 Scheidsrechter: Hiroyuki Kimura (JPN) |
| 3 juni 2021 «onderlinge duels» 19:30 (UTC+3) | Al Aswad 8', 71' Al-Romaihi 45+2' Madan 46', 65' Al-Shaikh 51' Abdullatif 75', 90+2' | Externe link |          | Bahrain National Stadium, Riffa Toeschouwers: 0 Scheidsrechter: Hiroyuki Kimura (JPN) |

|                                              |                                                 |              |           |                                                                                            |
| 7 juni 2021 «onderlinge duels» 17:30 (UTC+3) | Irak                                            | 4 – 1        | Cambodja  | Al Muharraqstadion, Arad (Bahrein) Toeschouwers: 0 Scheidsrechter: Yaqoob Abdul Baki (OMA) |
| 7 juni 2021 «onderlinge duels» 17:30 (UTC+3) | M. Ali 1' Resan 23' Adnan 27' (pen.) Hadi 90+3' | Externe link | 55' Visal | Al Muharraqstadion, Arad (Bahrein) Toeschouwers: 0 Scheidsrechter: Yaqoob Abdul Baki (OMA) |

|                                              |                            |              |         |                                                                                         |
| 7 juni 2021 «onderlinge duels» 19:30 (UTC+3) | Iran                       | 3 – 0        | Bahrein | Bahrain National Stadium, Riffa (Bahrein) Toeschouwers: 0 Scheidsrechter: Fu Ming (CHN) |
| 7 juni 2021 «onderlinge duels» 19:30 (UTC+3) | Azmoun 54', 61' Taremi 79' | Externe link |         | Bahrain National Stadium, Riffa (Bahrein) Toeschouwers: 0 Scheidsrechter: Fu Ming (CHN) |

|                                               |          |              | |                                                                                                |
| 11 juni 2021 «onderlinge duels» 17:30 (UTC+3) | Cambodja | 0 – 10       | Iran | Bahrain National Stadium, Riffa (Bahrein) Toeschouwers: 0 Scheidsrechter: Kim Jong-hyeok (KOR) |
| 11 juni 2021 «onderlinge duels» 17:30 (UTC+3) |          | Externe link | 16' (pen.) Jahanbakhsh 22' Khalilzadeh 27' Taremi 32' (e.d.) Rotana 58' Mi. Mohammadi 64' Pouraliganji 77' (pen.) Ansarifard 80', 87' Rezaei 84' Ghayedi | Bahrain National Stadium, Riffa (Bahrein) Toeschouwers: 0 Scheidsrechter: Kim Jong-hyeok (KOR) |

|                                               |          |              |                         |                                                                                          |
| 11 juni 2021 «onderlinge duels» 19:30 (UTC+3) | Hongkong | 0 – 1        | Irak                    | Al Muharraqstadion, Arad (Bahrein) Toeschouwers: 0 Scheidsrechter: Hiroyuki Kimura (JAP) |
| 11 juni 2021 «onderlinge duels» 19:30 (UTC+3) |          | Externe link | 11' (e.d.) Fung Hing Wa | Al Muharraqstadion, Arad (Bahrein) Toeschouwers: 0 Scheidsrechter: Hiroyuki Kimura (JAP) |

|                                               |            |              |      |                                                                                          |
| 15 juni 2021 «onderlinge duels» 19:30 (UTC+3) | Iran       | 1 – 0        | Irak | Al Muharraqstadion, Arad (Bahrein) Toeschouwers: 0 Scheidsrechter: Ilgiz Tantashev (UZB) |
| 15 juni 2021 «onderlinge duels» 19:30 (UTC+3) | Azmoun 35' | Externe link |      | Al Muharraqstadion, Arad (Bahrein) Toeschouwers: 0 Scheidsrechter: Ilgiz Tantashev (UZB) |

|                                               |                                                     |              |          |                                                                                                   |
| 15 juni 2021 «onderlinge duels» 19:30 (UTC+3) | Bahrein                                             | 4 – 0        | Hongkong | Bahrain National Stadium, Riffa (Bahrein) Toeschouwers: 0 Scheidsrechter: Yaqoob Abdul Baki (OMA) |
| 15 juni 2021 «onderlinge duels» 19:30 (UTC+3) | Saeed 49' Isa 54' (pen.), 70' Abdullatif 90' (pen.) | Externe link |          | Bahrain National Stadium, Riffa (Bahrein) Toeschouwers: 0 Scheidsrechter: Yaqoob Abdul Baki (OMA) |

### Groep D
| Pos | Team          | Wed | W | G | V | Ptn | DV | DT | +/− | Kwalificatie                      |  | Vlag van Saoedi-Arabië | Vlag van Oezbekistan | Vlag van Palestina | Vlag van Singapore | Vlag van Jemen |
| --- | ------------- | --- | - | - | - | --- | -- | -- | --- | --------------------------------- |  | ---------------------- | -------------------- | ------------------ | ------------------ | -------------- |
| 1   | Saoedi-Arabië | 8   | 6 | 2 | 0 | 20  | 22 | 4  | +18 | Derde ronde en Azië Cup 2023      |  |                        | 3 – 0                | 5 – 0              | 3 – 0              | 3 – 0          |
| 2   | Oezbekistan   | 8   | 5 | 0 | 3 | 15  | 18 | 9  | +9  | Derde ronde Azië Cup Kwalificatie |  | 2 – 3                  |                      | 2 – 0              | 5 – 0              | 5 – 0          |
| 3   | Palestina     | 8   | 3 | 1 | 4 | 10  | 10 | 10 | 0   | Derde ronde Azië Cup Kwalificatie |  | 0 – 0                  | 2 – 0                |                    | 4 – 0              | 3 – 0          |
| 4   | Singapore     | 8   | 2 | 1 | 5 | 7   | 7  | 22 | −15 | Derde ronde Azië Cup Kwalificatie |  | 0 – 3                  | 1 – 3                | 2 – 1              |                    | 2 – 2          |
| 5   | Jemen         | 8   | 1 | 2 | 5 | 5   | 6  | 18 | −12 | Derde ronde Azië Cup Kwalificatie |  | 2 – 2                  | 0 – 1                | 1 – 0              | 1 – 2              |                |

|                                                   |                      |              |                            |                                                                                  |
| 5 september 2019 «onderlinge duels» 19:45 (UTC+8) | Singapore            | 2 – 2        | Jemen                      | Nationaal Stadion, Kallang Toeschouwers: 7.000 Scheidsrechter: Shaun Evans (AUS) |
| 5 september 2019 «onderlinge duels» 19:45 (UTC+8) | Ikhsan 27' Faris 52' | Externe link | 34' Al-Matari 45' Mohammed | Nationaal Stadion, Kallang Toeschouwers: 7.000 Scheidsrechter: Shaun Evans (AUS) |

|                                                   |                        |              |             | |
| 5 september 2019 «onderlinge duels» 17:00 (UTC+3) | Palestina              | 2 – 0        | Oezbekistan | Faisal Al-Husseini Internationaal Stadion, Ar-Ram Toeschouwers: 6.740 Scheidsrechter: Fu Ming (CHN) |
| 5 september 2019 «onderlinge duels» 17:00 (UTC+3) | Dabbagh 60' Batran 85' | Externe link |             | Faisal Al-Husseini Internationaal Stadion, Ar-Ram Toeschouwers: 6.740 Scheidsrechter: Fu Ming (CHN) |

|                                                    |                       |              |           |                                                                                    |
| 10 september 2019 «onderlinge duels» 19:45 (UTC+8) | Singapore             | 2 – 1        | Palestina | Jalan Besarstadion, Kallang Toeschouwers: 6.011 Scheidsrechter: Yu Ming-hsun (TPE) |
| 10 september 2019 «onderlinge duels» 19:45 (UTC+8) | Shakir 3' Safuwan 38' | Externe link | 13' Hamed | Jalan Besarstadion, Kallang Toeschouwers: 6.011 Scheidsrechter: Yu Ming-hsun (TPE) |

|                                                    |                       |              |                            |                                                                                               |
| 10 september 2019 «onderlinge duels» 19:00 (UTC+3) | Jemen                 | 2 – 2        | Saoedi-Arabië              | Nationaal Stadion, Riffa (Bahrein) Toeschouwers: 3.100 Scheidsrechter: Sivakorn Pu-udom (THA) |
| 10 september 2019 «onderlinge duels» 19:00 (UTC+3) | Qarawi 8' Al-Dahi 37' | Externe link | 23' Bahebri 48' Al-Dawsari | Nationaal Stadion, Riffa (Bahrein) Toeschouwers: 3.100 Scheidsrechter: Sivakorn Pu-udom (THA) |

|                                                  |                                                                            |              |       |                                                                                             |
| 10 oktober 2019 «onderlinge duels» 17:00 (UTC+5) | Oezbekistan                                                                | 5 – 0        | Jemen | Pakhtakor Markaziystadion, Tasjkent Toeschouwers: 28.571 Scheidsrechter: Hanna Hattab (SYR) |
| 10 oktober 2019 «onderlinge duels» 17:00 (UTC+5) | Kodirkulov 3' Sjomoerodov 33' Iskanderov 53' Tukhtakhujaev 72' Sergeev 90' | Externe link |       | Pakhtakor Markaziystadion, Tasjkent Toeschouwers: 28.571 Scheidsrechter: Hanna Hattab (SYR) |

|                                                  |                              |              |           |                                                                                                  |
| 10 oktober 2019 «onderlinge duels» 18:25 (UTC+3) | Saoedi-Arabië                | 3 – 0        | Singapore | King Abdullah Sport Citystadion, Buraidah Toeschouwers: 14.560 Scheidsrechter: Kim Hee-gon (KOR) |
| 10 oktober 2019 «onderlinge duels» 18:25 (UTC+3) | Asiri 28', 67' Al-Hamdan 61' | Externe link |           | King Abdullah Sport Citystadion, Buraidah Toeschouwers: 14.560 Scheidsrechter: Kim Hee-gon (KOR) |

|                                                  |              |              |                                    |                                                                                   |
| 15 oktober 2019 «onderlinge duels» 19:45 (UTC+8) | Singapore    | 1 – 2        | Oezbekistan                        | Nationaal Stadion, Kallang Toeschouwers: 12.547 Scheidsrechter: Shen Yinhao (CHN) |
| 15 oktober 2019 «onderlinge duels» 19:45 (UTC+8) | Ikhsan 45+1' | Externe link | 15' Ahmedov 51', 90+2' Sjomoerodov | Nationaal Stadion, Kallang Toeschouwers: 12.547 Scheidsrechter: Shen Yinhao (CHN) |

|                                                  |              |       |               | |
| 15 oktober 2019 «onderlinge duels» 17:00 (UTC+3) | Palestina    | 0 – 0 | Saoedi-Arabië | Faisal Al-Husseini Internationaal Stadion, Ar-Ram Toeschouwers: 12.000 Scheidsrechter: Ahmed Al-Kaf (OMA) |
| 15 oktober 2019 «onderlinge duels» 17:00 (UTC+3) | Externe link |       |               | Faisal Al-Husseini Internationaal Stadion, Ar-Ram Toeschouwers: 12.000 Scheidsrechter: Ahmed Al-Kaf (OMA) |

|                                                   |                                     |              |                                         |                                                                                           |
| 14 november 2019 «onderlinge duels» 17:00 (UTC+5) | Oezbekistan                         | 2 – 3        | Saoedi-Arabië                           | Pakhtakor Markaziystadion, Tasjkent Toeschouwers: 31.524 Scheidsrechter: Ryuji Sato (JPN) |
| 14 november 2019 «onderlinge duels» 17:00 (UTC+5) | Sjomoerodov 16' Shukurov 56' (pen.) | Externe link | 23' (pen.), 85' Al-Faraj 89' Al-Dawsari | Pakhtakor Markaziystadion, Tasjkent Toeschouwers: 31.524 Scheidsrechter: Ryuji Sato (JPN) |

|                                                   |             |              |           | |
| 14 november 2019 «onderlinge duels» 18:00 (UTC+3) | Jemen       | 1 – 0        | Palestina | Sheikh Ali Bin Mohamadstadion, Muharraq (Bahrein) Toeschouwers: 530 Scheidsrechter: Adham Makhadmeh (JOR) |
| 14 november 2019 «onderlinge duels» 18:00 (UTC+3) | Al-Dahi 54' | Externe link |           | Sheikh Ali Bin Mohamadstadion, Muharraq (Bahrein) Toeschouwers: 530 Scheidsrechter: Adham Makhadmeh (JOR) |

|                                                   |                      |              |           |                                                                                                |
| 19 november 2019 «onderlinge duels» 17:00 (UTC+5) | Oezbekistan          | 2 – 0        | Palestina | Pakhtakor Markaziystadion, Tasjkent Toeschouwers: 19.143 Scheidsrechter: Nawaf Shukralla (BHR) |
| 19 november 2019 «onderlinge duels» 17:00 (UTC+5) | Sjomoerodov 18', 58' | Externe link |           | Pakhtakor Markaziystadion, Tasjkent Toeschouwers: 19.143 Scheidsrechter: Nawaf Shukralla (BHR) |

|                                                   |                 |              |                      | |
| 19 november 2019 «onderlinge duels» 18:00 (UTC+3) | Jemen           | 1 – 2        | Singapore            | Sheikh Ali Bin Mohamadstadion, Muharraq (Bahrein) Toeschouwers: 650 Scheidsrechter: Minoru Tōjō (JPN) |
| 19 november 2019 «onderlinge duels» 18:00 (UTC+3) | Al-Gahwashi 85' | Externe link | 19' Ikhsan 52' Hafiz | Sheikh Ali Bin Mohamadstadion, Muharraq (Bahrein) Toeschouwers: 650 Scheidsrechter: Minoru Tōjō (JPN) |

|                                                |                                                                             |              |           |                                                                                                   |
| 30 maart 2021 «onderlinge duels» 20:30 (UTC+3) | Saoedi-Arabië                                                               | 5 – 0        | Palestina | Koning Saud Universiteitstadion, Riyad Toeschouwers: 1 Scheidsrechter: Mohanad Qasim Sarray (IRQ) |
| 30 maart 2021 «onderlinge duels» 20:30 (UTC+3) | Al-Shahrani 37' Al-Muwallad 43' Al-Shehri 52', 58' S. Al-Dawsari 88' (pen.) | Externe link |           | Koning Saud Universiteitstadion, Riyad Toeschouwers: 1 Scheidsrechter: Mohanad Qasim Sarray (IRQ) |

|                                              |                                                    |              |           | |
| 3 juni 2021 «onderlinge duels» 21:00 (UTC+3) | Palestina                                          | 4 – 0        | Singapore | Koning Fahdstadion, Riyad (Saoedi-Arabië) Toeschouwers: 294 Scheidsrechter: Mohammed Abdulla Mohamed (UAE) |
| 3 juni 2021 «onderlinge duels» 21:00 (UTC+3) | Seyam 19' (pen.), 30' (pen.) Dabbagh 23' Hamed 85' | Externe link |           | Koning Fahdstadion, Riyad (Saoedi-Arabië) Toeschouwers: 294 Scheidsrechter: Mohammed Abdulla Mohamed (UAE) |

|                                              |                                       |              |       | |
| 5 juni 2021 «onderlinge duels» 21:00 (UTC+3) | Saoedi-Arabië                         | 3 – 0        | Jemen | Koning Saud Universiteitstadion, Riyad Toeschouwers: 4.382 Scheidsrechter: Nivon Robesh Gamini (SRI) |
| 5 juni 2021 «onderlinge duels» 21:00 (UTC+3) | S. Al-Dawsari 4' Al-Muwallad 17', 32' | Externe link |       | Koning Saud Universiteitstadion, Riyad Toeschouwers: 4.382 Scheidsrechter: Nivon Robesh Gamini (SRI) |

|                                              |                                                                   |              |           |                                                                                               |
| 7 juni 2021 «onderlinge duels» 21:00 (UTC+3) | Oezbekistan                                                       | 5 – 0        | Singapore | Koning Fahdstadion, Riyad (Saoedi-Arabië) Toeschouwers: 75 Scheidsrechter: Hanna Hattab (SYR) |
| 7 juni 2021 «onderlinge duels» 21:00 (UTC+3) | Masjaripov 6', 34' Sjomoerodov 45+1' Ahmedov 50' Fandi 88' (e.d.) | Externe link |           | Koning Fahdstadion, Riyad (Saoedi-Arabië) Toeschouwers: 75 Scheidsrechter: Hanna Hattab (SYR) |

|                                               |       |              |                       | |
| 11 juni 2021 «onderlinge duels» 21:00 (UTC+3) | Jemen | 0 – 1        | Oezbekistan           | Koning Fahdstadion, Riyad (Saoedi-Arabië) Toeschouwers: 230 Scheidsrechter: Mohammed Abdulla Mohamed (UAE) |
| 11 juni 2021 «onderlinge duels» 21:00 (UTC+3) |       | Externe link | 19' (pen.) Masjaripov | Koning Fahdstadion, Riyad (Saoedi-Arabië) Toeschouwers: 230 Scheidsrechter: Mohammed Abdulla Mohamed (UAE) |

|                                               |           |              |                                                | |
| 11 juni 2021 «onderlinge duels» 21:00 (UTC+3) | Singapore | 0 – 3        | Saoedi-Arabië                                  | Koning Saud Universiteitstadion, Riyad (Saoedi-Arabië) Toeschouwers: 4.879 Scheidsrechter: Mohanad Qasim Sarray (IRQ) |
| 11 juni 2021 «onderlinge duels» 21:00 (UTC+3) |           | Externe link | 84' Al-Dawsari 86' Al-Muwallad 90+6' Al-Shehri | Koning Saud Universiteitstadion, Riyad (Saoedi-Arabië) Toeschouwers: 4.879 Scheidsrechter: Mohanad Qasim Sarray (IRQ) |

|                                               |                                 |              |             |                                                                                               |
| 15 juni 2021 «onderlinge duels» 21:00 (UTC+3) | Saoedi-Arabië                   | 3 – 0        | Oezbekistan | Koning Saud Universiteitstadion, Riyad Toeschouwers: 6.339 Scheidsrechter: Ko Hyung-jin (KOR) |
| 15 juni 2021 «onderlinge duels» 21:00 (UTC+3) | Al-Faraj 25', 33' Al-Hassan 62' | Externe link |             | Koning Saud Universiteitstadion, Riyad Toeschouwers: 6.339 Scheidsrechter: Ko Hyung-jin (KOR) |

|                                               |                              |              |       | |
| 15 juni 2021 «onderlinge duels» 21:00 (UTC+3) | Palestina                    | 3 – 0        | Jemen | Koning Fahdstadion, Riyad (Saoedi-Arabië) Toeschouwers: 430 Scheidsrechter: Masoud Tufayelieh (SYR) |
| 15 juni 2021 «onderlinge duels» 21:00 (UTC+3) | Dabbagh 43', 84' Hamed 45+3' | Externe link |       | Koning Fahdstadion, Riyad (Saoedi-Arabië) Toeschouwers: 430 Scheidsrechter: Masoud Tufayelieh (SYR) |

### Groep E
| Pos | Team        | Wed | W | G | V | Ptn | DV | DT | +/− | Kwalificatie                      |  | Vlag van Qatar | Vlag van Oman | Vlag van India | Vlag van Afghanistan | Vlag van Bangladesh |
| --- | ----------- | --- | - | - | - | --- | -- | -- | --- | --------------------------------- |  | -------------- | ------------- | -------------- | -------------------- | ------------------- |
| 1   | Qatar       | 8   | 7 | 1 | 0 | 22  | 18 | 1  | +17 | Azië Cup 2023                     |  |                | 2 – 1         | 0 – 0          | 6 – 0                | 5 – 0               |
| 2   | Oman        | 8   | 6 | 0 | 2 | 18  | 16 | 6  | +10 | Derde ronde en Azië Cup 2023      |  | 0 – 1          |               | 1 – 0          | 3 – 0                | 4 – 1               |
| 3   | India       | 8   | 1 | 4 | 3 | 7   | 6  | 7  | −1  | Derde ronde Azië Cup Kwalificatie |  | 0 – 1          | 1 – 2         |                | 1 – 1                | 1 – 1               |
| 4   | Afghanistan | 8   | 1 | 3 | 4 | 6   | 5  | 15 | −10 | Derde ronde Azië Cup Kwalificatie |  | 0 – 1          | 1 – 2         | 1 – 1          |                      | 1 – 0               |
| 5   | Bangladesh  | 8   | 0 | 2 | 6 | 2   | 3  | 19 | −16 | Derde ronde Azië Cup Kwalificatie |  | 0 – 2          | 0 – 3         | 0 – 2          | 1 – 1                |                     |

|                                                      |             |              |                      | |
| 5 september 2019 «onderlinge duels» 19:00 (UTC+5:30) | India       | 1 – 2        | Oman                 | Indira Gandhi Athletic Stadium, Guwahati Toeschouwers: 22.788 Scheidsrechter: Mooud Bonyadifard (IRN) |
| 5 september 2019 «onderlinge duels» 19:00 (UTC+5:30) | Chhetri 24' | Externe link | 82', 90' R. Al-Alawi | Indira Gandhi Athletic Stadium, Guwahati Toeschouwers: 22.788 Scheidsrechter: Mooud Bonyadifard (IRN) |

|                                                   |                                                          |              |             |                                                                                      |
| 5 september 2019 «onderlinge duels» 19:30 (UTC+3) | Qatar                                                    | 6 – 0        | Afghanistan | Jassim Bin Hamadstadion, Doha Toeschouwers: 10.950 Scheidsrechter: Aziz Asimov (UZB) |
| 5 september 2019 «onderlinge duels» 19:30 (UTC+3) | A. Ali 4', 10', 51' Al-Haydos 13' Hassan 34' Khoukhi 67' | Externe link |             | Jassim Bin Hamadstadion, Doha Toeschouwers: 10.950 Scheidsrechter: Aziz Asimov (UZB) |

|                                                    |             |              |            | |
| 10 september 2019 «onderlinge duels» 19:00 (UTC+5) | Afghanistan | 1 – 0        | Bangladesh | Central Republican Stadion, Doesjanbe (Tadzjikistan) Toeschouwers: 5.000 Scheidsrechter: Zhang Lei (CHN) |
| 10 september 2019 «onderlinge duels» 19:00 (UTC+5) | Noor 27'    | Externe link |            | Central Republican Stadion, Doesjanbe (Tadzjikistan) Toeschouwers: 5.000 Scheidsrechter: Zhang Lei (CHN) |

|                                                    |              |       |       |                                                                                           |
| 10 september 2019 «onderlinge duels» 19:30 (UTC+3) | Qatar        | 0 – 0 | India | Jassim Bin Hamadstadion, Doha Toeschouwers: 12.020 Scheidsrechter: Nazmi Nasaruddin (MAS) |
| 10 september 2019 «onderlinge duels» 19:30 (UTC+3) | Externe link |       |       | Jassim Bin Hamadstadion, Doha Toeschouwers: 12.020 Scheidsrechter: Nazmi Nasaruddin (MAS) |

|                                                  |            |              |                             |                                                                                               |
| 10 oktober 2019 «onderlinge duels» 19:00 (UTC+6) | Bangladesh | 0 – 2        | Qatar                       | Bangabandhu Nationaal Stadion, Dhaka Toeschouwers: 24.570 Scheidsrechter: Bijan Heidari (IRN) |
| 10 oktober 2019 «onderlinge duels» 19:00 (UTC+6) |            | Externe link | 28' Abdurisag 90+2' Boudiaf | Bangabandhu Nationaal Stadion, Dhaka Toeschouwers: 24.570 Scheidsrechter: Bijan Heidari (IRN) |

|                                                  |                                            |              |             |                                                                                              |
| 10 oktober 2019 «onderlinge duels» 18:30 (UTC+4) | Oman                                       | 3 – 0        | Afghanistan | Sultan Qaboos Sports Complex, Muscat Toeschouwers: 10.000 Scheidsrechter: Ahmed Al-Ali (JOR) |
| 10 oktober 2019 «onderlinge duels» 18:30 (UTC+4) | Al-Muqbali 27', 38' Al-Ghassani 61' (pen.) | Externe link |             | Sultan Qaboos Sports Complex, Muscat Toeschouwers: 10.000 Scheidsrechter: Ahmed Al-Ali (JOR) |

|                                                     |          |              |            |                                                                                          |
| 15 oktober 2019 «onderlinge duels» 19:00 (UTC+5:30) | India    | 1 – 1        | Bangladesh | Salt Lake Stadium, Calcutta Toeschouwers: 53.286 Scheidsrechter: Masoud Tufayelieh (SYR) |
| 15 oktober 2019 «onderlinge duels» 19:00 (UTC+5:30) | Khan 88' | Externe link | 42' Uddin  | Salt Lake Stadium, Calcutta Toeschouwers: 53.286 Scheidsrechter: Masoud Tufayelieh (SYR) |

|                                                  |                        |              |                 |                                                                                  |
| 15 oktober 2019 «onderlinge duels» 19:30 (UTC+3) | Qatar                  | 2 – 1        | Oman            | Jassim Bin Hamadstadion, Doha Toeschouwers: 26.731 Scheidsrechter: Fu Ming (CHN) |
| 15 oktober 2019 «onderlinge duels» 19:30 (UTC+3) | Ak. Afif 2' A. Ali 71' | Externe link | 63' R. Al-Alawi | Jassim Bin Hamadstadion, Doha Toeschouwers: 26.731 Scheidsrechter: Fu Ming (CHN) |

|                                                   |              |              |               | |
| 14 november 2019 «onderlinge duels» 19:00 (UTC+5) | Afghanistan  | 1 – 1        | India         | Central Republican Stadion, Doesjanbe (Tadzjikistan) Toeschouwers: 8.100 Scheidsrechter: Yu Ming-hsun (TPE) |
| 14 november 2019 «onderlinge duels» 19:00 (UTC+5) | Nazary 45+1' | Externe link | 90+3' Doungel | Central Republican Stadion, Doesjanbe (Tadzjikistan) Toeschouwers: 8.100 Scheidsrechter: Yu Ming-hsun (TPE) |

|                                                   |                                                             |              |            |                                                                                              |
| 14 november 2019 «onderlinge duels» 19:00 (UTC+4) | Oman                                                        | 4 – 1        | Bangladesh | Sultan Qaboos Sports Complex, Muscat Toeschouwers: 24.000 Scheidsrechter: Hanna Hattab (SYR) |
| 14 november 2019 «onderlinge duels» 19:00 (UTC+4) | Al-Khaldi 48' R. Al-Alawi 68' A. Al-Alawi 78' Al-Hidi 90+1' | Externe link | 81' Ahmed  | Sultan Qaboos Sports Complex, Muscat Toeschouwers: 24.000 Scheidsrechter: Hanna Hattab (SYR) |

|                                                   |             |              |                     | |
| 19 november 2019 «onderlinge duels» 19:00 (UTC+5) | Afghanistan | 0 – 1        | Qatar               | Central Republican Stadion, Doesjanbe (Tadzjikistan) Toeschouwers: 6.000 Scheidsrechter: Timur Faizullin (KGZ) |
| 19 november 2019 «onderlinge duels» 19:00 (UTC+5) |             | Externe link | 76' (pen.) Ak. Afif | Central Republican Stadion, Doesjanbe (Tadzjikistan) Toeschouwers: 6.000 Scheidsrechter: Timur Faizullin (KGZ) |

|                                                   |                 |              |       | |
| 19 november 2019 «onderlinge duels» 19:00 (UTC+4) | Oman            | 1 – 0        | India | Sultan Qaboos Sports Complex, Muscat Toeschouwers: 24.250 Scheidsrechter: Nivon Robesh Gamini (SRI) |
| 19 november 2019 «onderlinge duels» 19:00 (UTC+4) | Al-Ghassani 33' | Externe link |       | Sultan Qaboos Sports Complex, Muscat Toeschouwers: 24.250 Scheidsrechter: Nivon Robesh Gamini (SRI) |

|                                                  |                                                     |              |            |                                                                                             |
| 4 december 2020 «onderlinge duels» 19:00 (UTC+3) | Qatar                                               | 5 – 0        | Bangladesh | Jassim Bin Hamadstadion, Doha Toeschouwers: 1.044 Scheidsrechter: Amirul Izwan Yaacob (MAS) |
| 4 december 2020 «onderlinge duels» 19:00 (UTC+3) | Hatem 9' Ak. Afif 33', 90+2' A. Ali 72' (pen.), 78' | Externe link |            | Jassim Bin Hamadstadion, Doha Toeschouwers: 1.044 Scheidsrechter: Amirul Izwan Yaacob (MAS) |

|                                              |            |              |             |                                                                                                 |
| 3 juni 2021 «onderlinge duels» 17:00 (UTC+3) | Bangladesh | 1 – 1        | Afghanistan | Jassim Bin Hamadstadion, Doha (Qatar) Toeschouwers: 300 Scheidsrechter: Mooud Bonyadifard (IRN) |
| 3 juni 2021 «onderlinge duels» 17:00 (UTC+3) | Barman 83' | Externe link | 47' Sharifi | Jassim Bin Hamadstadion, Doha (Qatar) Toeschouwers: 300 Scheidsrechter: Mooud Bonyadifard (IRN) |

|                                              |       |              |           |                                                                                         |
| 3 juni 2021 «onderlinge duels» 20:00 (UTC+3) | India | 0 – 1        | Qatar     | Jassim Bin Hamadstadion, Doha (Qatar) Toeschouwers: 2.022 Scheidsrechter: Ma Ning (CHN) |
| 3 juni 2021 «onderlinge duels» 20:00 (UTC+3) |       | Externe link | 33' Hatem | Jassim Bin Hamadstadion, Doha (Qatar) Toeschouwers: 2.022 Scheidsrechter: Ma Ning (CHN) |

|                                              |            |              |                    |                                                                                           |
| 7 juni 2021 «onderlinge duels» 17:00 (UTC+3) | Bangladesh | 0 – 2        | India              | Jassim Bin Hamadstadion, Doha (Qatar) Toeschouwers: 495 Scheidsrechter: Zaid Thamer (IRQ) |
| 7 juni 2021 «onderlinge duels» 17:00 (UTC+3) |            | Externe link | 79', 90+2' Chhetri | Jassim Bin Hamadstadion, Doha (Qatar) Toeschouwers: 495 Scheidsrechter: Zaid Thamer (IRQ) |

|                                              |      |              |                      | |
| 7 juni 2021 «onderlinge duels» 20:00 (UTC+3) | Oman | 0 – 1        | Qatar                | Jassim Bin Hamadstadion, Doha (Qatar) Toeschouwers: 1.559 Scheidsrechter: Hettikamkanamge Perera (SRI) |
| 7 juni 2021 «onderlinge duels» 20:00 (UTC+3) |      | Externe link | 39' (pen.) Al-Haydos | Jassim Bin Hamadstadion, Doha (Qatar) Toeschouwers: 1.559 Scheidsrechter: Hettikamkanamge Perera (SRI) |

|                                               |              |              |                |                                                                                       |
| 11 juni 2021 «onderlinge duels» 20:10 (UTC+3) | Afghanistan  | 1 – 2        | Oman           | Jassim Bin Hamadstadion, Doha (Qatar) Toeschouwers: 183 Scheidsrechter: Ma Ning (CHN) |
| 11 juni 2021 «onderlinge duels» 20:10 (UTC+3) | Popalzay 23' | Externe link | 13', 51' Fawaz | Jassim Bin Hamadstadion, Doha (Qatar) Toeschouwers: 183 Scheidsrechter: Ma Ning (CHN) |

|                                               |                  |              |             |                                                                                        |
| 15 juni 2021 «onderlinge duels» 17:00 (UTC+3) | India            | 1 – 1        | Afghanistan | Jassim Bin Hamadstadion, Doha (Qatar) Toeschouwers: 603 Scheidsrechter: Ali Reda (LIB) |
| 15 juni 2021 «onderlinge duels» 17:00 (UTC+3) | Azizi 75' (e.d.) | Externe link | 81' Zamani  | Jassim Bin Hamadstadion, Doha (Qatar) Toeschouwers: 603 Scheidsrechter: Ali Reda (LIB) |

|                                               |            |              |                                 |                                                                                          |
| 15 juni 2021 «onderlinge duels» 20:10 (UTC+3) | Bangladesh | 0 – 3        | Oman                            | Jassim Bin Hamadstadion, Doha (Qatar) Toeschouwers: 885 Scheidsrechter: Ali Shaban (KUW) |
| 15 juni 2021 «onderlinge duels» 20:10 (UTC+3) |            | Externe link | 22' Al-Ghafri 60', 80' Al-Hajri | Jassim Bin Hamadstadion, Doha (Qatar) Toeschouwers: 885 Scheidsrechter: Ali Shaban (KUW) |

### Groep F
| Pos | Team         | Wed | W | G | V | Ptn | DV | DT | +/− | Kwalificatie                      |  | Vlag van Japan | Vlag van Tadzjikistan | Vlag van Kirgizië | Vlag van Mongolië | Vlag van Myanmar |
| --- | ------------ | --- | - | - | - | --- | -- | -- | --- | --------------------------------- |  | -------------- | --------------------- | ----------------- | ----------------- | ---------------- |
| 1   | Japan        | 8   | 8 | 0 | 0 | 24  | 46 | 2  | +44 | Derde ronde en Azië Cup 2023      |  |                | 4 – 1                 | 5 – 1             | 6 – 0             | 10 – 0           |
| 2   | Tadzjikistan | 8   | 4 | 1 | 3 | 13  | 14 | 12 | +2  | Derde ronde Azië Cup Kwalificatie |  | 0 – 3          |                       | 1 – 0             | 3 – 0             | 4 – 0            |
| 3   | Kirgizië     | 8   | 3 | 1 | 4 | 10  | 19 | 12 | +7  | Derde ronde Azië Cup Kwalificatie |  | 0 – 2          | 1 – 1                 |                   | 0 – 1             | 7 – 0            |
| 4   | Mongolië     | 8   | 2 | 0 | 6 | 6   | 3  | 27 | −24 | Derde ronde Azië Cup Kwalificatie |  | 0 – 14         | 0 – 1                 | 1 – 2             |                   | 1 – 0            |
| 5   | Myanmar      | 8   | 2 | 0 | 6 | 6   | 6  | 35 | −29 | Derde ronde Azië Cup Kwalificatie |  | 0 – 2          | 4 – 3                 | 1 – 8             | 1 – 0             |                  |

|                                                   |            |              |                           |                                                                                            |
| 5 september 2019 «onderlinge duels» 17:00 (UTC+8) | Mongolië   | 1 – 0        | Myanmar                   | MFF Football Centre, Ulaanbaatar Toeschouwers: 3.221 Scheidsrechter: Arumughan Rowan (IND) |
| 5 september 2019 «onderlinge duels» 17:00 (UTC+8) | Amaraa 17' | Externe link | 63', 65' Maung Maung Lwin | MFF Football Centre, Ulaanbaatar Toeschouwers: 3.221 Scheidsrechter: Arumughan Rowan (IND) |

|                                                   |                  |              |          |                                                                                    |
| 5 september 2019 «onderlinge duels» 19:00 (UTC+5) | Tadzjikistan     | 1 – 0        | Kirgizië | Pamirstadion, Doesjanbe Toeschouwers: 18.700 Scheidsrechter: Adham Makhadmeh (JOR) |
| 5 september 2019 «onderlinge duels» 19:00 (UTC+5) | A. Dzjalilov 41' | Externe link |          | Pamirstadion, Doesjanbe Toeschouwers: 18.700 Scheidsrechter: Adham Makhadmeh (JOR) |

|                                                    |          |              |                                        |                                                                                         |
| 10 september 2019 «onderlinge duels» 17:00 (UTC+8) | Mongolië | 0 – 1        | Tadzjikistan                           | MFF Football Centre, Ulaanbaatar Toeschouwers: 3.455 Scheidsrechter: Hanna Hattab (SYR) |
| 10 september 2019 «onderlinge duels» 17:00 (UTC+8) |          | Externe link | 81' D. Jergasjev 55', 85' I. Dzjalilov | MFF Football Centre, Ulaanbaatar Toeschouwers: 3.455 Scheidsrechter: Hanna Hattab (SYR) |

|                                                       |         |              |                           |                                                                                         |
| 10 september 2019 «onderlinge duels» 18:50 (UTC+6:30) | Myanmar | 0 – 2        | Japan                     | Thuwunnastadion, Yangon Toeschouwers: 25.500 Scheidsrechter: Ahmad Yacoub Ibrahim (JOR) |
| 10 september 2019 «onderlinge duels» 18:50 (UTC+6:30) |         | Externe link | 16' Nakajima 26' Minamino | Thuwunnastadion, Yangon Toeschouwers: 25.500 Scheidsrechter: Ahmad Yacoub Ibrahim (JOR) |

|                                                  |                                                                     |              |          |                                                                                    |
| 10 oktober 2019 «onderlinge duels» 19:35 (UTC+9) | Japan                                                               | 6 – 0        | Mongolië | Saitamastadion, Saitama Toeschouwers: 43.122 Scheidsrechter: Chae Sang-hyeop (KOR) |
| 10 oktober 2019 «onderlinge duels» 19:35 (UTC+9) | Minamino 22' Yoshida 29' Nagatomo 33' Nagai 40' Endo 57' Kamada 82' | Externe link |          | Saitamastadion, Saitama Toeschouwers: 43.122 Scheidsrechter: Chae Sang-hyeop (KOR) |

|                                                  |                                                                             |              |         |                                                                                                |
| 10 oktober 2019 «onderlinge duels» 20:30 (UTC+6) | Kirgizië                                                                    | 7 – 0        | Myanmar | Dolen Omurzakovstadion, Bisjkek Toeschouwers: 13.000 Scheidsrechter: Omar Mohamed Al-Ali (UAE) |
| 10 oktober 2019 «onderlinge duels» 20:30 (UTC+6) | Bernhardt 5', 10', 87' (pen.) Sjoekoerov 20', 71' Alykoelov 26' Kitsjin 45' | Externe link |         | Dolen Omurzakovstadion, Bisjkek Toeschouwers: 13.000 Scheidsrechter: Omar Mohamed Al-Ali (UAE) |

|                                                  |                    |              |                             |                                                                                              |
| 15 oktober 2019 «onderlinge duels» 16:00 (UTC+8) | Mongolië           | 1 – 2        | Kirgizië                    | MFF Football Centre, Ulaanbaatar Toeschouwers: 2.182 Scheidsrechter: Hussein Abo Yehia (LIB) |
| 15 oktober 2019 «onderlinge duels» 16:00 (UTC+8) | Norjmoo 56' (pen.) | Externe link | 14' Alykoelov 42' Moerzajev | MFF Football Centre, Ulaanbaatar Toeschouwers: 2.182 Scheidsrechter: Hussein Abo Yehia (LIB) |

|                                                  |              |              |                             |                                                                                |
| 15 oktober 2019 «onderlinge duels» 17:15 (UTC+5) | Tadzjikistan | 0 – 3        | Japan                       | Pamirstadion, Doesjanbe Toeschouwers: 19.100 Scheidsrechter: Zaid Thamer (IRQ) |
| 15 oktober 2019 «onderlinge duels» 17:15 (UTC+5) |              | Externe link | 53' (55) Minamino 83' Asano | Pamirstadion, Doesjanbe Toeschouwers: 19.100 Scheidsrechter: Zaid Thamer (IRQ) |

|                                                      |                                                          |              |                                         |                                                                                            |
| 14 november 2019 «onderlinge duels» 17:00 (UTC+6:30) | Myanmar                                                  | 4 – 3        | Tadzjikistan                            | Mandalarthiristadion, Mandalay Toeschouwers: 7.365 Scheidsrechter: Masoud Tufayelieh (SYR) |
| 14 november 2019 «onderlinge duels» 17:00 (UTC+6:30) | Suan Lam Mang 10', 41' Aung Thu 48' Maung Maung Lwin 63' | Externe link | 36' (pen.), 76' M. Dzjalilov 57' Vasiev | Mandalarthiristadion, Mandalay Toeschouwers: 7.365 Scheidsrechter: Masoud Tufayelieh (SYR) |

|                                                   |          |              |                                   |                                                                                              |
| 14 november 2019 «onderlinge duels» 17:18 (UTC+6) | Kirgizië | 0 – 2        | Japan                             | Dolen Omurzakovstadion, Bisjkek Toeschouwers: 17.543 Scheidsrechter: Mohammed Al-Hoish (KSA) |
| 14 november 2019 «onderlinge duels» 17:18 (UTC+6) |          | Externe link | 41' (pen.) Minamino 54' Haraguchi | Dolen Omurzakovstadion, Bisjkek Toeschouwers: 17.543 Scheidsrechter: Mohammed Al-Hoish (KSA) |

|                                                      |                  |              |          |                                                                                            |
| 19 november 2019 «onderlinge duels» 17:00 (UTC+6:30) | Myanmar          | 1 – 0        | Mongolië | Mandalarthiristadion, Mandalay Toeschouwers: 17.468 Scheidsrechter: Nazmi Nasaruddin (MAS) |
| 19 november 2019 «onderlinge duels» 17:00 (UTC+6:30) | Hlaing Bo Bo 17' | Externe link |          | Mandalarthiristadion, Mandalay Toeschouwers: 17.468 Scheidsrechter: Nazmi Nasaruddin (MAS) |

|                                                   |                |              |                  |                                                                                                  |
| 19 november 2019 «onderlinge duels» 20:00 (UTC+6) | Kirgizië       | 1 – 1        | Tadzjikistan     | Dolen Omurzakovstadion, Bisjkek Toeschouwers: 15.873 Scheidsrechter: Abdulrahman Al-Jassim (QAT) |
| 19 november 2019 «onderlinge duels» 20:00 (UTC+6) | Kozoebajev 83' | Externe link | 17' J. Jergasjev | Dolen Omurzakovstadion, Bisjkek Toeschouwers: 15.873 Scheidsrechter: Abdulrahman Al-Jassim (QAT) |

|                                                |                                               |              |          |                                                                                              |
| 25 maart 2021 «onderlinge duels» 18:00 (UTC+5) | Tadzjikistan                                  | 3 – 0        | Mongolië | Central Republican Stadion, Doesjanbe Toeschouwers: 9.300 Scheidsrechter: Ali Al Qaysi (IRQ) |
| 25 maart 2021 «onderlinge duels» 18:00 (UTC+5) | M. Dzjalilov 3' A. Dzjalilov 50' Samiejev 86' | Externe link |          | Central Republican Stadion, Doesjanbe Toeschouwers: 9.300 Scheidsrechter: Ali Al Qaysi (IRQ) |

|                                                |          |              | |                                                                                              |
| 30 maart 2021 «onderlinge duels» 19:30 (UTC+8) | Mongolië | 0 – 14       | Japan | Fukuda Denshi Arena, Chiba (Japan) Toeschouwers: 0 Scheidsrechter: Omar Mohamed Al-Ali (UAE) |
| 30 maart 2021 «onderlinge duels» 19:30 (UTC+8) |          | Externe link | 13' Minamino 23', 55', 90+2' Osako 26' Kamada 33' Morita 39' (e.d.) Tuya 68', 90+3' Inagaki 73', 79' Ito 78', 87' Furuhashi 90+1' Asano | Fukuda Denshi Arena, Chiba (Japan) Toeschouwers: 0 Scheidsrechter: Omar Mohamed Al-Ali (UAE) |

|                                              |                                                                                           |              |         |                                                                               |
| 28 mei 2021 «onderlinge duels» 19:20 (UTC+9) | Japan                                                                                     | 10 – 0       | Myanmar | Fukuda Denshi Arena, Chiba Toeschouwers: 0 Scheidsrechter: Hasan Akrami (IRN) |
| 28 mei 2021 «onderlinge duels» 19:20 (UTC+9) | Minamino 8', 66' Osako 22', 30' (pen.), 36', 49', 88' Morita 57' Kamada 84' Itakura 90+1' | Externe link |         | Fukuda Denshi Arena, Chiba Toeschouwers: 0 Scheidsrechter: Hasan Akrami (IRN) |

|                                              |          |              |               |                                                                                |
| 7 juni 2021 «onderlinge duels» 16:00 (UTC+9) | Kirgizië | 0 – 1        | Mongolië      | Nagaistadion, Osaka (Japan) Toeschouwers: 0 Scheidsrechter: Yu Ming-hsun (TPE) |
| 7 juni 2021 «onderlinge duels» 16:00 (UTC+9) |          | Externe link | 34' Mijiddorj | Nagaistadion, Osaka (Japan) Toeschouwers: 0 Scheidsrechter: Yu Ming-hsun (TPE) |

|                                              |                                                    |              |               |                                                                                               |
| 7 juni 2021 «onderlinge duels» 19:30 (UTC+9) | Japan                                              | 4 – 1        | Tadzjikistan  | Gemeentelijk stadion Suita, Suita Toeschouwers: 0 Scheidsrechter: Abdulrahman Al-Jassim (QAT) |
| 7 juni 2021 «onderlinge duels» 19:30 (UTC+9) | Furuhashi 6' Minamino 40' Hashimoto 51' Kawabe 71' | Externe link | 9' Panjshanbe | Gemeentelijk stadion Suita, Suita Toeschouwers: 0 Scheidsrechter: Abdulrahman Al-Jassim (QAT) |

|                                               |                                   |              |                                                                                                  |                                                                                      |
| 11 juni 2021 «onderlinge duels» 16:00 (UTC+9) | Myanmar                           | 1 – 8        | Kirgizië                                                                                         | Nagaistadion, Osaka (Japan) Toeschouwers: 0 Scheidsrechter: Hussein Abou Yehya (LIB) |
| 11 juni 2021 «onderlinge duels» 16:00 (UTC+9) | Yan Naing Oo 24' Hlaing Bo Bo 69' | Externe link | 22' Rustamov 29' Alykoelov 34' Moesabekov 45' Sjoekoerov 45+2', 61', 78' Moerzajev 63' Bokolejev | Nagaistadion, Osaka (Japan) Toeschouwers: 0 Scheidsrechter: Hussein Abou Yehya (LIB) |

|                                               |                                                  |              |                        |                                                                                         |
| 15 juni 2021 «onderlinge duels» 19:25 (UTC+9) | Japan                                            | 5 – 1        | Kirgizië               | Gemeentelijk stadion Suita, Suita Toeschouwers: 0 Scheidsrechter: Omar Al-Yaqoubi (OMA) |
| 15 juni 2021 «onderlinge duels» 19:25 (UTC+9) | Onaiwu 27' (pen.), 31', 33' Sasaki 72' Asano 77' | Externe link | 45+2' (pen.) Moerzajev | Gemeentelijk stadion Suita, Suita Toeschouwers: 0 Scheidsrechter: Omar Al-Yaqoubi (OMA) |

|                                               |                                                             |              |         |                                                                                       |
| 15 juni 2021 «onderlinge duels» 19:25 (UTC+9) | Tadzjikistan                                                | 4 – 0        | Myanmar | Nagaistadion, Osaka (Japan) Toeschouwers: 0 Scheidsrechter: Omar Mohamed Al-Ali (UAE) |
| 15 juni 2021 «onderlinge duels» 19:25 (UTC+9) | Toersoenov 34' M. Dzjalilov 53' S. Bobojev 78' Samiejev 87' | Externe link |         | Nagaistadion, Osaka (Japan) Toeschouwers: 0 Scheidsrechter: Omar Mohamed Al-Ali (UAE) |

### Groep G
| Pos | Team                         | Wed | W | G | V | Ptn | DV | DT | +/− | Kwalificatie                      |  | Vlag van Verenigde Arabische Emiraten | Vlag van Vietnam | Vlag van Maleisië | Vlag van Thailand | Vlag van Indonesië |
| --- | ---------------------------- | --- | - | - | - | --- | -- | -- | --- | --------------------------------- |  | ------------------------------------- | ---------------- | ----------------- | ----------------- | ------------------ |
| 1   | Verenigde Arabische Emiraten | 8   | 6 | 0 | 2 | 18  | 23 | 7  | +16 | Derde ronde en Azië Cup 2023      |  |                                       | 3 – 2            | 4 – 0             | 3 – 1             | 5 – 0              |
| 2   | Vietnam                      | 8   | 5 | 2 | 1 | 17  | 13 | 5  | +8  | Derde ronde en Azië Cup 2023      |  | 1 – 0                                 |                  | 1 – 0             | 0 – 0             | 4 – 0              |
| 3   | Maleisië                     | 8   | 4 | 0 | 4 | 12  | 10 | 12 | −2  | Derde ronde Azië Cup Kwalificatie |  | 1 – 2                                 | 1 – 2            |                   | 2 – 1             | 2 – 0              |
| 4   | Thailand                     | 8   | 2 | 3 | 3 | 9   | 9  | 9  | 0   | Derde ronde Azië Cup Kwalificatie |  | 2 – 1                                 | 0 – 0            | 0 – 1             |                   | 2 – 2              |
| 5   | Indonesië                    | 8   | 0 | 1 | 7 | 1   | 5  | 27 | −22 | Play-off Azië Cup Kwalificatie    |  | 0 – 5                                 | 1 – 3            | 2 – 3             | 0 – 3             |                    |

|                                                   |              |       |         |                                                                                           |
| 5 september 2019 «onderlinge duels» 19:00 (UTC+7) | Thailand     | 0 – 0 | Vietnam | Thammasatstadion, Pathum Thani Toeschouwers: 19.011 Scheidsrechter: Saoud Al-Athbah (QAT) |
| 5 september 2019 «onderlinge duels» 19:00 (UTC+7) | Externe link |       |         | Thammasatstadion, Pathum Thani Toeschouwers: 19.011 Scheidsrechter: Saoud Al-Athbah (QAT) |

|                                                   |               |              |                               |                                                                                    |
| 5 september 2019 «onderlinge duels» 19:30 (UTC+7) | Indonesië     | 2 – 3        | Maleisië                      | Bung Karnostadion, Jakarta Toeschouwers: 54.659 Scheidsrechter: Ko Hyung-jin (KOR) |
| 5 september 2019 «onderlinge duels» 19:30 (UTC+7) | Beto 11', 38' | Externe link | 36', 90+6' Sumareh 65' Syafiq | Bung Karnostadion, Jakarta Toeschouwers: 54.659 Scheidsrechter: Ko Hyung-jin (KOR) |

|                                                    |           |              |                                         |                                                                               |
| 10 september 2019 «onderlinge duels» 19:30 (UTC+7) | Indonesië | 0 – 3        | Thailand                                | Bung Karnostadion, Jakarta Toeschouwers: 11.619 Scheidsrechter: Ma Ning (CHN) |
| 10 september 2019 «onderlinge duels» 19:30 (UTC+7) |           | Externe link | 55', 71' Supachok 65' (pen.) Theerathon | Bung Karnostadion, Jakarta Toeschouwers: 11.619 Scheidsrechter: Ma Ning (CHN) |

|                                                    |           |              |                              | |
| 10 september 2019 «onderlinge duels» 20:45 (UTC+8) | Maleisië  | 1 – 2        | Verenigde Arabische Emiraten | Bukit Jalil Nationaal Stadion, Kuala Lumpur Toeschouwers: 43.200 Scheidsrechter: Hiroyuki Kimura (JPN) |
| 10 september 2019 «onderlinge duels» 20:45 (UTC+8) | Syafiq 1' | Externe link | 43', 75' Mabkhout            | Bukit Jalil Nationaal Stadion, Kuala Lumpur Toeschouwers: 43.200 Scheidsrechter: Hiroyuki Kimura (JPN) |

|                                                  |                      |              |          |                                                                                               |
| 10 oktober 2019 «onderlinge duels» 18:00 (UTC+7) | Vietnam              | 1 – 0        | Maleisië | Mỹ Đình Nationaal Stadion, Hanoi Toeschouwers: 38.256 Scheidsrechter: Mooud Bonyadifard (IRN) |
| 10 oktober 2019 «onderlinge duels» 18:00 (UTC+7) | Nguyễn Quang Hải 40' | Externe link |          | Mỹ Đình Nationaal Stadion, Hanoi Toeschouwers: 38.256 Scheidsrechter: Mooud Bonyadifard (IRN) |

|                                                  |                                                       |              |           |                                                                                    |
| 10 oktober 2019 «onderlinge duels» 20:00 (UTC+4) | Verenigde Arabische Emiraten                          | 5 – 0        | Indonesië | Al-Maktoumstadion, Dubai Toeschouwers: 6.678 Scheidsrechter: Adham Makhadmeh (JOR) |
| 10 oktober 2019 «onderlinge duels» 20:00 (UTC+4) | Ibrahim 40' Mabkhout 51', 63' (pen.), 72' Ahmed 90+3' | Externe link |           | Al-Maktoumstadion, Dubai Toeschouwers: 6.678 Scheidsrechter: Adham Makhadmeh (JOR) |

|                                                  |             |              |                                                              |                                                                                        |
| 15 oktober 2019 «onderlinge duels» 19:30 (UTC+7) | Indonesië   | 1 – 3        | Vietnam                                                      | Bung Karnostadion, Jakarta Toeschouwers: 8.237 Scheidsrechter: Turki Al-Khudhayr (KSA) |
| 15 oktober 2019 «onderlinge duels» 19:30 (UTC+7) | Bachdim 84' | Externe link | 26' Đỗ Duy Mạnh 55' (pen.) Quế Ngọc Hải 61' Nguyễn Tiến Linh | Bung Karnostadion, Jakarta Toeschouwers: 8.237 Scheidsrechter: Turki Al-Khudhayr (KSA) |

|                                                  |                           |              |                              |                                                                                                  |
| 15 oktober 2019 «onderlinge duels» 19:00 (UTC+7) | Thailand                  | 2 – 1        | Verenigde Arabische Emiraten | Thammasatstadion, Pathum Thani Toeschouwers: 16.057 Scheidsrechter: Hettikamkanamge Perera (SRI) |
| 15 oktober 2019 «onderlinge duels» 19:00 (UTC+7) | Teerasil 26' Eakkanit 51' | Externe link | 45+2' Mabkhout               | Thammasatstadion, Pathum Thani Toeschouwers: 16.057 Scheidsrechter: Hettikamkanamge Perera (SRI) |

|                                                   |                     |              |              |                                                                                                  |
| 14 november 2019 «onderlinge duels» 20:45 (UTC+8) | Maleisië            | 2 – 1        | Thailand     | Bukit Jalil Nationaal Stadion, Kuala Lumpur Toeschouwers: 39.363 Scheidsrechter: Ali Sabah (IRQ) |
| 14 november 2019 «onderlinge duels» 20:45 (UTC+8) | Gan 26' Sumareh 57' | Externe link | 7' Chanathip | Bukit Jalil Nationaal Stadion, Kuala Lumpur Toeschouwers: 39.363 Scheidsrechter: Ali Sabah (IRQ) |

|                                                   |                      |              |                              |                                                                                         |
| 14 november 2019 «onderlinge duels» 20:00 (UTC+7) | Vietnam              | 1 – 0        | Verenigde Arabische Emiraten | Mỹ Đình Nationaal Stadion, Hanoi Toeschouwers: 37.879 Scheidsrechter: Jumpei Iida (JPN) |
| 14 november 2019 «onderlinge duels» 20:00 (UTC+7) | Nguyễn Tiến Linh 44' | Externe link |                              | Mỹ Đình Nationaal Stadion, Hanoi Toeschouwers: 37.879 Scheidsrechter: Jumpei Iida (JPN) |

|                                                   |                 |              |           | |
| 19 november 2019 «onderlinge duels» 20:45 (UTC+8) | Maleisië        | 2 – 0        | Indonesië | Bukit Jalil Nationaal Stadion, Kuala Lumpur Toeschouwers: 75.044 Scheidsrechter: Alireza Faghani (IRN) |
| 19 november 2019 «onderlinge duels» 20:45 (UTC+8) | Safawi 30', 73' | Externe link |           | Bukit Jalil Nationaal Stadion, Kuala Lumpur Toeschouwers: 75.044 Scheidsrechter: Alireza Faghani (IRN) |

|                                                   |              |       |          |                                                                                          |
| 19 november 2019 «onderlinge duels» 20:00 (UTC+7) | Vietnam      | 0 – 0 | Thailand | Mỹ Đình Nationaal Stadion, Hanoi Toeschouwers: 40.000 Scheidsrechter: Ahmed Al-Kaf (OMA) |
| 19 november 2019 «onderlinge duels» 20:00 (UTC+7) | Externe link |       |          | Mỹ Đình Nationaal Stadion, Hanoi Toeschouwers: 40.000 Scheidsrechter: Ahmed Al-Kaf (OMA) |

|                                              |                         |              |                     |                                                                                        |
| 3 juni 2021 «onderlinge duels» 20:45 (UTC+4) | Thailand                | 2 – 2        | Indonesië           | Al-Maktoumstadion, Dubai (V.A.E.) Toeschouwers: 0 Scheidsrechter: Ammar Mahfoodh (BHR) |
| 3 juni 2021 «onderlinge duels» 20:45 (UTC+4) | Narubadin 5' Adisak 50' | Externe link | 39' Agung 60' Dimas | Al-Maktoumstadion, Dubai (V.A.E.) Toeschouwers: 0 Scheidsrechter: Ammar Mahfoodh (BHR) |

|                                              |                                     |              |          |                                                                             |
| 3 juni 2021 «onderlinge duels» 20:45 (UTC+4) | Verenigde Arabische Emiraten        | 4 – 0        | Maleisië | Zabeelstadion, Dubai Toeschouwers: 1.127 Scheidsrechter: Kim Dae-yong (KOR) |
| 3 juni 2021 «onderlinge duels» 20:45 (UTC+4) | Mabkhout 18', 90+1' Lima 83', 90+2' | Externe link |          | Zabeelstadion, Dubai Toeschouwers: 1.127 Scheidsrechter: Kim Dae-yong (KOR) |

|                                              |                               |              |              |                                                                         |
| 7 juni 2021 «onderlinge duels» 20:45 (UTC+4) | Verenigde Arabische Emiraten  | 3 – 1        | Thailand     | Zabeelstadion, Dubai Toeschouwers: 980 Scheidsrechter: Ryuji Sato (JPN) |
| 7 juni 2021 «onderlinge duels» 20:45 (UTC+4) | Caio 14' Lima 33' Jumaa 90+4' | Externe link | 54' Suphanat | Zabeelstadion, Dubai Toeschouwers: 980 Scheidsrechter: Ryuji Sato (JPN) |

|                                              |                                                                                   |              |           |                                                                                        |
| 7 juni 2021 «onderlinge duels» 20:45 (UTC+4) | Vietnam                                                                           | 4 – 0        | Indonesië | Al-Maktoumstadion, Dubai (V.A.E.) Toeschouwers: 225 Scheidsrechter: Ahmad Al-Ali (KUW) |
| 7 juni 2021 «onderlinge duels» 20:45 (UTC+4) | Nguyễn Tiến Linh 51' Nguyễn Quang Hải 62' Nguyễn Công Phượng 67' Vũ Văn Thanh 74' | Externe link |           | Al-Maktoumstadion, Dubai (V.A.E.) Toeschouwers: 225 Scheidsrechter: Ahmad Al-Ali (KUW) |

|                                               |           |              |                                                      |                                                                                         |
| 11 juni 2021 «onderlinge duels» 20:45 (UTC+4) | Indonesië | 0 – 5        | Verenigde Arabische Emiraten                         | Zabeelstadion, Dubai (V.A.E.) Toeschouwers: 963 Scheidsrechter: Mohammed Al-Hoish (KSA) |
| 11 juni 2021 «onderlinge duels» 20:45 (UTC+4) |           | Externe link | 22', 49' (pen.) Mabkhout 28', 55' Lima 86' Tagliabúe | Zabeelstadion, Dubai (V.A.E.) Toeschouwers: 963 Scheidsrechter: Mohammed Al-Hoish (KSA) |

|                                               |                      |              |                                              |                                                                                      |
| 11 juni 2021 «onderlinge duels» 20:45 (UTC+4) | Maleisië             | 1 – 2        | Vietnam                                      | Al-Maktoumstadion, Dubai (V.A.E.) Toeschouwers: 335 Scheidsrechter: Ryuji Sato (JPN) |
| 11 juni 2021 «onderlinge duels» 20:45 (UTC+4) | Guilherme 72' (pen.) | Externe link | 27' Nguyễn Tiến Linh 82' (pen.) Quế Ngọc Hải | Al-Maktoumstadion, Dubai (V.A.E.) Toeschouwers: 335 Scheidsrechter: Ryuji Sato (JPN) |

|                                               |                                             |              |                                            |                                                                          |
| 15 juni 2021 «onderlinge duels» 20:45 (UTC+4) | Verenigde Arabische Emiraten                | 3 – 2        | Vietnam                                    | Zabeelstadion, Dubai Toeschouwers: 1.355 Scheidsrechter: Ali Sabah (IRQ) |
| 15 juni 2021 «onderlinge duels» 20:45 (UTC+4) | Salmeen 32' Mabkhout 40' (pen.) Khamees 50' | Externe link | 85' Nguyễn Tiến Linh 90+3' Trần Minh Vương | Zabeelstadion, Dubai Toeschouwers: 1.355 Scheidsrechter: Ali Sabah (IRQ) |

|                                               |          |              |                   |                                                                                             |
| 15 juni 2021 «onderlinge duels» 20:45 (UTC+4) | Thailand | 0 – 1        | Maleisië          | Al-Maktoumstadion, Dubai (V.A.E.) Toeschouwers: 142 Scheidsrechter: Mohammed Al-Hoish (KSA) |
| 15 juni 2021 «onderlinge duels» 20:45 (UTC+4) |          | Externe link | 52' (pen.) Safawi | Al-Maktoumstadion, Dubai (V.A.E.) Toeschouwers: 142 Scheidsrechter: Mohammed Al-Hoish (KSA) |

### Groep H
| Pos | Team         | Wed | W | G | V | Ptn | DV | DT | +/− | Kwalificatie                      |  | Vlag van Zuid-Korea | Vlag van Libanon | Vlag van Turkmenistan | Vlag van Sri Lanka | Vlag van Noord-Korea |
| --- | ------------ | --- | - | - | - | --- | -- | -- | --- | --------------------------------- |  | ------------------- | ---------------- | --------------------- | ------------------ | -------------------- |
| 1   | Zuid-Korea   | 6   | 5 | 1 | 0 | 16  | 22 | 1  | +21 | Derde ronde en Azië Cup 2023      |  |                     | 2 – 1            | 5 – 0                 | 8 – 0              | Afg.                 |
| 2   | Libanon      | 6   | 3 | 1 | 2 | 10  | 11 | 8  | +3  | Derde ronde en Azië Cup 2023      |  | 0 – 0               |                  | 2 – 1                 | 3 – 2              | 0 – 0                |
| 3   | Turkmenistan | 6   | 3 | 0 | 3 | 9   | 8  | 11 | −3  | Derde ronde Azië Cup Kwalificatie |  | 0 – 2               | 3 – 2            |                       | 2 – 0              | 3 – 1                |
| 4   | Sri Lanka    | 6   | 0 | 0 | 6 | 0   | 2  | 23 | −21 | Derde ronde Azië Cup Kwalificatie |  | 0 – 5               | 0 – 3            | 0 – 2                 |                    | 0 – 1                |
| 5   | Noord-Korea  | 0   | 0 | 0 | 0 | 0   | 0  | 0  | 0   | Teruggetrokken                    |  | 0 – 0               | 2 – 0            | Afg.                  | Afg.               |                      |

|                                                   |                      |              |         |                                                                                          |
| 5 september 2019 «onderlinge duels» 17:30 (UTC+9) | Noord-Korea          | 2 – 0        | Libanon | Kim Il-sungstadion, Pyongyang Toeschouwers: 40.000 Scheidsrechter: Sherzod Kasimov (UZB) |
| 5 september 2019 «onderlinge duels» 17:30 (UTC+9) | Jong Il-gwan 7', 56' | Externe link |         | Kim Il-sungstadion, Pyongyang Toeschouwers: 40.000 Scheidsrechter: Sherzod Kasimov (UZB) |

|                                                      |           |              |                           |                                                                                         |
| 5 september 2019 «onderlinge duels» 19:30 (UTC+5:30) | Sri Lanka | 0 – 2        | Turkmenistan              | Colombo Racecourse, Colombo Toeschouwers: 1.120 Scheidsrechter: Mohammed Al-Hoish (KSA) |
| 5 september 2019 «onderlinge duels» 19:30 (UTC+5:30) |           | Externe link | 8' Orazsähedow 53' Amanow | Colombo Racecourse, Colombo Toeschouwers: 1.120 Scheidsrechter: Mohammed Al-Hoish (KSA) |

|                                                    |              |              |                                   |                                                                                        |
| 10 september 2019 «onderlinge duels» 19:00 (UTC+5) | Turkmenistan | 0 – 2        | Zuid-Korea                        | Köpetdagstadion, Asjchabad Toeschouwers: 26.000 Scheidsrechter: Ammar Al-Jeneibi (UAE) |
| 10 september 2019 «onderlinge duels» 19:00 (UTC+5) |              | Externe link | 13' Na Sang-ho 82' Jung Woo-young | Köpetdagstadion, Asjchabad Toeschouwers: 26.000 Scheidsrechter: Ammar Al-Jeneibi (UAE) |

|                                                       |           |              |                   |                                                                                       |
| 10 september 2019 «onderlinge duels» 19:30 (UTC+5:30) | Sri Lanka | 0 – 1        | Noord-Korea       | Colombo Racecourse, Colombo Toeschouwers: 1.258 Scheidsrechter: Timur Faizullin (KGZ) |
| 10 september 2019 «onderlinge duels» 19:30 (UTC+5:30) |           | Externe link | 67' Jang Kuk-chol | Colombo Racecourse, Colombo Toeschouwers: 1.258 Scheidsrechter: Timur Faizullin (KGZ) |

|                                                  | |              |           |                                                                                   |
| 10 oktober 2019 «onderlinge duels» 20:00 (UTC+9) | Zuid-Korea                                                                                              | 8 – 0        | Sri Lanka | Hwaseongstadion, Hwaseong Toeschouwers: 23.522 Scheidsrechter: Hasan Akrami (IRN) |
| 10 oktober 2019 «onderlinge duels» 20:00 (UTC+9) | Son Heung-min 10', 45+5' (pen.) Kim Shin-wook 17', 30', 54', 64' Hwang Hee-chan 20' Kwon Chang-hoon 76' | Externe link |           | Hwaseongstadion, Hwaseong Toeschouwers: 23.522 Scheidsrechter: Hasan Akrami (IRN) |

|                                                  |                       |              |                  | |
| 10 oktober 2019 «onderlinge duels» 19:00 (UTC+3) | Libanon               | 2 – 1        | Turkmenistan     | Camille Chamoun Sports City Stadium, Beiroet Toeschouwers: 7.820 Scheidsrechter: Takuto Okabe (JPN) |
| 10 oktober 2019 «onderlinge duels» 19:00 (UTC+3) | El-Helwe 5' Matar 64' | Externe link | 62' Annadurdyýew | Camille Chamoun Sports City Stadium, Beiroet Toeschouwers: 7.820 Scheidsrechter: Takuto Okabe (JPN) |

|                                                  |              |       |            |                                                                                             |
| 15 oktober 2019 «onderlinge duels» 17:30 (UTC+9) | Noord-Korea  | 0 – 0 | Zuid-Korea | Kim Il-sungstadion, Pyongyang Toeschouwers: 100 Scheidsrechter: Abdulrahman Al Jassim (QAT) |
| 15 oktober 2019 «onderlinge duels» 17:30 (UTC+9) | Externe link |       |            | Kim Il-sungstadion, Pyongyang Toeschouwers: 100 Scheidsrechter: Abdulrahman Al Jassim (QAT) |

|                                                     |           |              |                                             |                                                                                              |
| 15 oktober 2019 «onderlinge duels» 19:30 (UTC+5:30) | Sri Lanka | 0 – 3        | Libanon                                     | Colombo Racecourse, Colombo Toeschouwers: 1.052 Scheidsrechter: Ammar Ebrahim Mahfoodh (BHR) |
| 15 oktober 2019 «onderlinge duels» 19:30 (UTC+5:30) |           | Externe link | 15' (pen.) Maatouk 36' (pen.), 81' El-Helwe | Colombo Racecourse, Colombo Toeschouwers: 1.052 Scheidsrechter: Ammar Ebrahim Mahfoodh (BHR) |

|                                                   |                                      |              |                      |                                                                                        |
| 14 november 2019 «onderlinge duels» 16:00 (UTC+5) | Turkmenistan                         | 3 – 1        | Noord-Korea          | Köpetdagstadion, Asjchabad Toeschouwers: 26.500 Scheidsrechter: Sivakorn Pu-udom (THA) |
| 14 november 2019 «onderlinge duels» 16:00 (UTC+5) | Titow 23' Amanow 73' Orazsähedow 88' | Externe link | 90+3' Han Kwang-song | Köpetdagstadion, Asjchabad Toeschouwers: 26.500 Scheidsrechter: Sivakorn Pu-udom (THA) |

|                                                   |              |       |            | |
| 14 november 2019 «onderlinge duels» 15:00 (UTC+2) | Libanon      | 0 – 0 | Zuid-Korea | Camille Chamoun Sports City Stadium, Beiroet Toeschouwers: 170 Scheidsrechter: Mohanad Qasim (IRQ) |
| 14 november 2019 «onderlinge duels» 15:00 (UTC+2) | Externe link |       |            | Camille Chamoun Sports City Stadium, Beiroet Toeschouwers: 170 Scheidsrechter: Mohanad Qasim (IRQ) |

|                                                   |                              |              |           |                                                                                       |
| 19 november 2019 «onderlinge duels» 16:00 (UTC+5) | Turkmenistan                 | 2 – 0        | Sri Lanka | Köpetdagstadion, Asjchabad Toeschouwers: 26.304 Scheidsrechter: Saoud Al-Athbah (QAT) |
| 19 november 2019 «onderlinge duels» 16:00 (UTC+5) | Bäşimow 44' Annadurdyýew 59' | Externe link |           | Köpetdagstadion, Asjchabad Toeschouwers: 26.304 Scheidsrechter: Saoud Al-Athbah (QAT) |

|                                                   |              |       |             | |
| 19 november 2019 «onderlinge duels» 19:00 (UTC+2) | Libanon      | 0 – 0 | Noord-Korea | Camille Chamoun Sports City Stadium, Beiroet Toeschouwers: 0 Scheidsrechter: Yaqoob Abdul Baki (OMA) |
| 19 november 2019 «onderlinge duels» 19:00 (UTC+2) | Externe link |       |             | Camille Chamoun Sports City Stadium, Beiroet Toeschouwers: 0 Scheidsrechter: Yaqoob Abdul Baki (OMA) |

|                                |              |          |           |  |
| 3 juni 2021 «onderlinge duels» | Noord-Korea  | Afgelast | Sri Lanka |  |
| 3 juni 2021 «onderlinge duels» | Externe link |          |           |  |

|                                              |                           |              |                        |                                                                                                |
| 5 juni 2021 «onderlinge duels» 15:00 (UTC+9) | Libanon                   | 3 – 2        | Sri Lanka              | Goyangstadion, Goyang (Zuid-Korea) Toeschouwers: 73 Scheidsrechter: Ahmad Yacoub Ibrahim (JOR) |
| 5 juni 2021 «onderlinge duels» 15:00 (UTC+9) | Oumari 11', 44' Kdouh 17' | Externe link | 10', 61' (pen.) Razeek | Goyangstadion, Goyang (Zuid-Korea) Toeschouwers: 73 Scheidsrechter: Ahmad Yacoub Ibrahim (JOR) |

|                                              |                                                                              |              |              |                                                                                                |
| 5 juni 2021 «onderlinge duels» 20:00 (UTC+9) | Zuid-Korea                                                                   | 5 – 0        | Turkmenistan | Goyangstadion, Goyang (Zuid-Korea) Toeschouwers: 3.932 Scheidsrechter: Turki Al-Khudhayr (KSA) |
| 5 juni 2021 «onderlinge duels» 20:00 (UTC+9) | Hwang Ui-jo 9', 72' Nam Tae-hee 45+2' Kim Young-gwon 56' Kwon Chang-hoon 62' | Externe link |              | Goyangstadion, Goyang (Zuid-Korea) Toeschouwers: 3.932 Scheidsrechter: Turki Al-Khudhayr (KSA) |

|                                |              |          |             |                                    |
| 7 juni 2021 «onderlinge duels» | Zuid-Korea   | Afgelast | Noord-Korea | Goyangstadion, Goyang (Zuid-Korea) |
| 7 juni 2021 «onderlinge duels» | Externe link |          |             | Goyangstadion, Goyang (Zuid-Korea) |

|                                              |                                                  |              |                                |                                                                                        |
| 9 juni 2021 «onderlinge duels» 15:00 (UTC+9) | Turkmenistan                                     | 3 – 2        | Libanon                        | Goyangstadion, Goyang (Zuid-Korea) Toeschouwers: 52 Scheidsrechter: Hanna Hattab (SYR) |
| 9 juni 2021 «onderlinge duels» 15:00 (UTC+9) | Babajanow 59' Annagulyýew 85' Annadurdyýew 90+1' | Externe link | 73' Ataya 75' Saad 86' Mansour | Goyangstadion, Goyang (Zuid-Korea) Toeschouwers: 52 Scheidsrechter: Hanna Hattab (SYR) |

|                                              |                  |              |                                                                                        |                                                                                          |
| 9 juni 2021 «onderlinge duels» 20:00 (UTC+9) | Sri Lanka        | 0 – 5        | Zuid-Korea                                                                             | Goyangstadion, Goyang (Zuid-Korea) Toeschouwers: 4.008 Scheidsrechter: Shen Yinhao (CHN) |
| 9 juni 2021 «onderlinge duels» 20:00 (UTC+9) | Rahuman 45', 56' | Externe link | 14', 42' (pen.) Kim Shin-wook 22' Lee Dong-gyeong 53' Hwang Hee-chan 77' Jung Sang-bin | Goyangstadion, Goyang (Zuid-Korea) Toeschouwers: 4.008 Scheidsrechter: Shen Yinhao (CHN) |

|                                               |                                           |              |          |                                                                                              |
| 13 juni 2021 «onderlinge duels» 15:00 (UTC+9) | Zuid-Korea                                | 2 – 1        | Libanon  | Goyangstadion, Goyang (Zuid-Korea) Toeschouwers: 4.061 Scheidsrechter: Khamis Al-Marri (QAT) |
| 13 juni 2021 «onderlinge duels» 15:00 (UTC+9) | Song Min-kyu 51' Son Heung-min 65' (pen.) | Externe link | 12' Saad | Goyangstadion, Goyang (Zuid-Korea) Toeschouwers: 4.061 Scheidsrechter: Khamis Al-Marri (QAT) |

|                                 |              |          |              |  |
| 15 juni 2021 «onderlinge duels» | Noord-Korea  | Afgelast | Turkmenistan |  |
| 15 juni 2021 «onderlinge duels» | Externe link |          |              |  |

### Stand nummers twee
Groep H bevat vier in plaats van vijf teams, nadat Noord-Korea zich terugtrok uit het toernooi. Ter compensatie worden de resultaten tegen de nummers vijf van elke groep niet meegeteld bij het bepalen van de stand van de nummers twee.
| Pos | Grp | Team         | Wed | W | G | V | Ptn | DV | DT | +/− | Kwalificatie                      |
| --- | --- | ------------ | --- | - | - | - | --- | -- | -- | --- | --------------------------------- |
| 1   | A   | China        | 6   | 4 | 1 | 1 | 13  | 16 | 3  | +13 | Derde ronde                       |
| 2   | E   | Oman         | 6   | 4 | 0 | 2 | 12  | 9  | 5  | +4  | Derde ronde en Azië Cup 2023      |
| 3   | C   | Irak         | 6   | 3 | 2 | 1 | 11  | 6  | 3  | +3  | Derde ronde en Azië Cup 2023      |
| 4   | G   | Vietnam      | 6   | 3 | 2 | 1 | 11  | 6  | 4  | +2  | Derde ronde en Azië Cup 2023      |
| 5   | H   | Libanon      | 6   | 3 | 1 | 2 | 10  | 11 | 8  | +3  | Derde ronde en Azië Cup 2023      |
| 6   | F   | Tadzjikistan | 6   | 3 | 1 | 2 | 10  | 7  | 8  | −1  | Derde ronde Azië Cup kwalificatie |
| 7   | D   | Oezbekistan  | 6   | 3 | 0 | 3 | 9   | 12 | 9  | +3  | Derde ronde Azië Cup kwalificatie |
| 8   | B   | Jordanië     | 6   | 2 | 2 | 2 | 8   | 6  | 2  | +4  | Derde ronde Azië Cup kwalificatie |

1. ↑  China heeft zich als gastland al geplaatst voor de Azië Cup.

### Stand nummers vijf
| Pos | Grp | Team           | Wed | W | G | V | Ptn | DV | DT | +/− | Kwalificatie                      |
| --- | --- | -------------- | --- | - | - | - | --- | -- | -- | --- | --------------------------------- |
| 1   | F   | Myanmar        | 8   | 2 | 0 | 6 | 6   | 6  | 35 | −29 | Derde ronde Azië Cup Kwalificatie |
| 2   | D   | Jemen          | 8   | 1 | 2 | 5 | 5   | 6  | 18 | −12 | Derde ronde Azië Cup Kwalificatie |
| 3   | E   | Bangladesh     | 8   | 0 | 2 | 6 | 2   | 3  | 19 | −16 | Derde ronde Azië Cup Kwalificatie |
| 4   | G   | Indonesië      | 8   | 0 | 1 | 7 | 1   | 5  | 27 | −22 | Play-off Azië Cup Kwalificatie    |
| 5   | C   | Cambodja       | 8   | 0 | 1 | 7 | 1   | 2  | 44 | −42 | Play-off Azië Cup Kwalificatie    |
| 6   | B   | Chinees Taipei | 8   | 0 | 0 | 8 | 0   | 4  | 34 | −30 | Play-off Azië Cup Kwalificatie    |
| 7   | A   | Guam           | 8   | 0 | 0 | 8 | 0   | 2  | 32 | −30 | Play-off Azië Cup Kwalificatie    |

## Derde ronde

### Deelnemende landen
| Groep | Winnaars                     | Nummers 2 (Beste 5) |
| ----- | ---------------------------- | ------------------- |
| A     | Syrië                        | China               |
| B     | Australië                    |                     |
| C     | Iran                         | Irak                |
| D     | Saoedi-Arabië                |                     |
| E     | Qatar                        | Oman                |
| F     | Japan                        |                     |
| G     | Verenigde Arabische Emiraten | Vietnam             |
| H     | Zuid-Korea                   | Libanon             |

### Loting
De loting voor de derde ronde werd op 1 juli 2021 gehouden in Kuala Lumpur, Maleisië om 15:00 (UTC+8). De loting werd gebaseerd op de FIFA-wereldranglijst van mei 2021.
- Pot 1 bevat de teams met rangschikking 1-2.
- Pot 2 bevat de teams met rangschikking 3-4.
- Pot 3 bevat de teams met rangschikking 5-6.
- Pot 4 bevat de teams met rangschikking 7-8.
- Pot 5 bevat de teams met rangschikking 9-10.
- Pot 6 bevat de teams met rangschikking 11-12.

In elke groep zit één team uit elk van de zes potten. De wedstrijden van elke groep worden op basis van de potten van de teams automatisch bepaald.
| Pot 1                      | Pot 2                                | Pot 3                                                      |
| -------------------------- | ------------------------------------ | ---------------------------------------------------------- |
| 1. Japan (23) 2. Iran (25) | 1. Australië (37) 2. Zuid-Korea (39) | 1. Saoedi-Arabië (60) 2. Verenigde Arabische Emiraten (69) |
| Pot 4                      | Pot 5                                | Pot 6                                                      |
| 1. Irak (71) 2. China (72) | 1. Oman (80) 2. Syrië (81)           | 1. Vietnam (92) 2. Libanon (98)                            |

Vetgedrukte landen kwalificeren zich voor de vierde ronde of het hoofdtoernooi.

### Groepsfase

#### Groep A
| Pos | Team                         | Wed | W | G | V | Ptn | DV | DT | +/− | Kwalificatie               |       | Vlag van Iran | Vlag van Zuid-Korea | Vlag van Verenigde Arabische Emiraten | Vlag van Irak | Vlag van Syrië | Vlag van Libanon |
| --- | ---------------------------- | --- | - | - | - | --- | -- | -- | --- | -------------------------- | ----- | ------------- | ------------------- | ------------------------------------- | ------------- | -------------- | ---------------- |
| 1   | Iran                         | 10  | 8 | 1 | 1 | 25  | 15 | 4  | +11 | Geplaatst voor het WK 2022 |       |               | 1 – 1               | 1 – 0                                 | 1 – 0         | 1 – 0          | 2 – 0            |
| 2   | Zuid-Korea                   | 10  | 7 | 2 | 1 | 23  | 13 | 3  | +10 | Geplaatst voor het WK 2022 |       | 2 – 0         |                     | 1 – 0                                 | 0 – 0         | 2 – 1          | 1 – 0            |
| 3   | Verenigde Arabische Emiraten | 10  | 3 | 3 | 4 | 12  | 7  | 7  | 0   | Door naar de vierde ronde  |       | 0 – 1         | 1 – 0               |                                       | 2 – 2         | 2 – 0          | 0 – 0            |
| 4   | Irak                         | 10  | 1 | 6 | 3 | 9   | 6  | 12 | −6  |                            |       | 0 – 3         | 0 – 3               | 1 – 0                                 |               | 1 – 1          | 0 – 0            |
| 5   | Syrië                        | 10  | 1 | 3 | 6 | 6   | 9  | 16 | −7  |                            | 0 – 3 | 0 – 2         | 1 – 1               | 1 – 1                                 |               | 2 – 3          |                  |
| 6   | Libanon                      | 10  | 1 | 3 | 6 | 6   | 5  | 13 | −8  |                            | 1 – 2 | 0 – 1         | 0 – 1               | 1 – 1                                 | 0 – 3         |                |                  |

|                                                   |            |       |      |                                                                                     |
| 2 september 2021 «onderlinge duels» 20:00 (UTC+9) | Zuid-Korea | 0 – 0 | Irak | Seoul World Cupstadion, Seoel Toeschouwers: 0 Scheidsrechter: Nawaf Shukralla (BHR) |
| 2 september 2021 «onderlinge duels» 20:00 (UTC+9) | Verslag    |       |      | Seoul World Cupstadion, Seoel Toeschouwers: 0 Scheidsrechter: Nawaf Shukralla (BHR) |

|                                                      |                 |         |       |                                                                        |
| 2 september 2021 «onderlinge duels» 20:30 (UTC+4:30) | Iran            | 1 – 0   | Syrië | Azadistadion, Teheran Toeschouwers: 0 Scheidsrechter: Ryuji Sato (JPN) |
| 2 september 2021 «onderlinge duels» 20:30 (UTC+4:30) | Jahanbakhsh 56' | Verslag |       | Azadistadion, Teheran Toeschouwers: 0 Scheidsrechter: Ryuji Sato (JPN) |

|                                                   |         |       |         |                                                                        |
| 2 september 2021 «onderlinge duels» 20:45 (UTC+4) | V.A.E.  | 0 – 0 | Libanon | Zabeelstadion, Dubai Toeschouwers: 1.513 Scheidsrechter: Ma Ning (CHN) |
| 2 september 2021 «onderlinge duels» 20:45 (UTC+4) | Verslag |       |         | Zabeelstadion, Dubai Toeschouwers: 1.513 Scheidsrechter: Ma Ning (CHN) |

|                                                   |                     |         |         |                                                                                |
| 7 september 2021 «onderlinge duels» 20:00 (UTC+9) | Zuid-Korea          | 1 – 0   | Libanon | Suwon World Cupstadion, Suwon Toeschouwers: 0 Scheidsrechter: Ryuji Sato (JPN) |
| 7 september 2021 «onderlinge duels» 20:00 (UTC+9) | Kwon Chang-hoon 59' | Verslag |         | Suwon World Cupstadion, Suwon Toeschouwers: 0 Scheidsrechter: Ryuji Sato (JPN) |

|                                                   |              |         |              | |
| 7 september 2021 «onderlinge duels» 19:00 (UTC+3) | Syrië        | 1 – 1   | V.A.E.       | Koning Abdoellah II-stadion, Amman (Jordanië) Toeschouwers: 2.370 Scheidsrechter: Ahmed Al-Kaf (OMA) |
| 7 september 2021 «onderlinge duels» 19:00 (UTC+3) | Al Baher 64' | Verslag | 12' Mabkhout | Koning Abdoellah II-stadion, Amman (Jordanië) Toeschouwers: 2.370 Scheidsrechter: Ahmed Al-Kaf (OMA) |

|                                                   |      |         |                                          |                                                                                                 |
| 7 september 2021 «onderlinge duels» 21:00 (UTC+3) | Irak | 0 – 3   | Iran                                     | Khalifa Internationaal Stadion, Ar Rayyan (Qatar) Toeschouwers: 0 Scheidsrechter: Ma Ning (CHN) |
| 7 september 2021 «onderlinge duels» 21:00 (UTC+3) |      | Verslag | 3' Jahanbakhsh 69' Taremi 90' Gholizadeh | Khalifa Internationaal Stadion, Ar Rayyan (Qatar) Toeschouwers: 0 Scheidsrechter: Ma Ning (CHN) |

|                                                 |                                     |         |             |                                                                                     |
| 7 oktober 2021 «onderlinge duels» 20:00 (UTC+9) | Zuid-Korea                          | 2 – 1   | Syrië       | Ansan Wa~stadion, Ansan Toeschouwers: 0 Scheidsrechter: Abdulrahman Al-Jassim (QAT) |
| 7 oktober 2021 «onderlinge duels» 20:00 (UTC+9) | Hwang In-beom 48' Son Heung-min 89' | Verslag | 84' Kharbin | Ansan Wa~stadion, Ansan Toeschouwers: 0 Scheidsrechter: Abdulrahman Al-Jassim (QAT) |

|                                                 |         |       |         | |
| 7 oktober 2021 «onderlinge duels» 17:30 (UTC+3) | Irak    | 0 – 0 | Libanon | Khalifa Internationaal Stadion, Doha (Qatar) Toeschouwers: 0 Scheidsrechter: Turki Al-Khudhayr (KSA) |
| 7 oktober 2021 «onderlinge duels» 17:30 (UTC+3) | Verslag |       |         | Khalifa Internationaal Stadion, Doha (Qatar) Toeschouwers: 0 Scheidsrechter: Turki Al-Khudhayr (KSA) |

|                                                 |        |         |            |                                                                            |
| 7 oktober 2021 «onderlinge duels» 20:45 (UTC+4) | V.A.E. | 0 – 1   | Iran       | Zabeelstadion, Dubai Toeschouwers: 3.034 Scheidsrechter: Chris Beath (AUS) |
| 7 oktober 2021 «onderlinge duels» 20:45 (UTC+4) |        | Verslag | 70' Taremi | Zabeelstadion, Dubai Toeschouwers: 3.034 Scheidsrechter: Chris Beath (AUS) |

|                                                     |                 |         |                   |                                                                          |
| 12 oktober 2021 «onderlinge duels» 17:00 (UTC+3:30) | Iran            | 1 – 1   | Zuid-Korea        | Azadistadion, Teheran Toeschouwers: 0 Scheidsrechter: Ahmed Al-Kaf (OMA) |
| 12 oktober 2021 «onderlinge duels» 17:00 (UTC+3:30) | Jahanbakhsh 76' | Verslag | 48' Son Heung-min | Azadistadion, Teheran Toeschouwers: 0 Scheidsrechter: Ahmed Al-Kaf (OMA) |

|                                                  |                         |         |                                 |                                                                           |
| 12 oktober 2021 «onderlinge duels» 20:45 (UTC+4) | V.A.E.                  | 2 – 2   | Irak                            | Zabeelstadion, Dubai Toeschouwers: 2.820 Scheidsrechter: Ryuji Sato (JPN) |
| 12 oktober 2021 «onderlinge duels» 20:45 (UTC+4) | Caio 33' Mabkhout 90+4' | Verslag | 74' (e.d.) Al-Attas 89' Hussein | Zabeelstadion, Dubai Toeschouwers: 2.820 Scheidsrechter: Ryuji Sato (JPN) |

|                                                  |                          |         |                             | |
| 12 oktober 2021 «onderlinge duels» 19:00 (UTC+3) | Syrië                    | 2 – 3   | Libanon                     | Koning Abdoellah II-stadion, Amman (Jordanië) Toeschouwers: 2.377 Scheidsrechter: Chris Beath (AUS) |
| 12 oktober 2021 «onderlinge duels» 19:00 (UTC+3) | Kharbin 20' Al Somah 64' | Verslag | 45+1', 45+3' Kdouh 53' Saad | Koning Abdoellah II-stadion, Amman (Jordanië) Toeschouwers: 2.377 Scheidsrechter: Chris Beath (AUS) |

|                                                   |                           |         |        |                                                                          |
| 11 november 2021 «onderlinge duels» 20:00 (UTC+9) | Zuid-Korea                | 1 – 0   | V.A.E. | Goyangstadion, Goyang Toeschouwers: 30.152 Scheidsrechter: Ma Ning (CHN) |
| 11 november 2021 «onderlinge duels» 20:00 (UTC+9) | Hwang Hee-chan 36' (pen.) | Verslag |        | Goyangstadion, Goyang Toeschouwers: 30.152 Scheidsrechter: Ma Ning (CHN) |

|                                                   |          |         |                               |                                                                                                |
| 11 november 2021 «onderlinge duels» 14:00 (UTC+2) | Libanon  | 1 – 2   | Iran                          | Internationaal Saidastadion, Sidon Toeschouwers: 0 Scheidsrechter: Abdulrahman Al-Jassim (QAT) |
| 11 november 2021 «onderlinge duels» 14:00 (UTC+2) | Saad 37' | Verslag | 90+1' Azmoun 90+5' Nourollahi | Internationaal Saidastadion, Sidon Toeschouwers: 0 Scheidsrechter: Abdulrahman Al-Jassim (QAT) |

|                                                   |                      |         |              | |
| 11 november 2021 «onderlinge duels» 20:00 (UTC+3) | Irak                 | 1 – 1   | Syrië        | Khalifa Internationaal Stadion, Doha (Qatar) Toeschouwers: 50 Scheidsrechter: Nawaf Shukralla (BHR) |
| 11 november 2021 «onderlinge duels» 20:00 (UTC+3) | Al-Ammari 86' (pen.) | Verslag | 79' Al Somah | Khalifa Internationaal Stadion, Doha (Qatar) Toeschouwers: 50 Scheidsrechter: Nawaf Shukralla (BHR) |

|                                                   |      |         |                                                               | |
| 16 november 2021 «onderlinge duels» 18:00 (UTC+3) | Irak | 0 – 3   | Zuid-Korea                                                    | Khalifa Internationaal Stadion, Doha (Qatar) Toeschouwers: 0 Scheidsrechter: Ilgiz Tantasjev (UZB) |
| 16 november 2021 «onderlinge duels» 18:00 (UTC+3) |      | Verslag | 33' Lee Jae-sung 74' (pen.) Son Heung-min 79' Jeong Woo-yeong | Khalifa Internationaal Stadion, Doha (Qatar) Toeschouwers: 0 Scheidsrechter: Ilgiz Tantasjev (UZB) |

|                                                   |       |         |                                              |                                                                                               |
| 16 november 2021 «onderlinge duels» 18:00 (UTC+2) | Syrië | 0 – 3   | Iran                                         | Koning Abdoellah II-stadion, Amman (Jordanië) Toeschouwers: 907 Scheidsrechter: Ma Ning (CHN) |
| 16 november 2021 «onderlinge duels» 18:00 (UTC+2) |       | Verslag | 33' Azmoun 42' (pen.) Hajsafi 89' Gholizadeh | Koning Abdoellah II-stadion, Amman (Jordanië) Toeschouwers: 907 Scheidsrechter: Ma Ning (CHN) |

|                                                   |         |         |                     |                                                                                      |
| 16 november 2021 «onderlinge duels» 14:00 (UTC+2) | Libanon | 0 – 1   | V.A.E.              | Internationaal Saidastadion, Sidon Toeschouwers: 0 Scheidsrechter: Shaun Evans (AUS) |
| 16 november 2021 «onderlinge duels» 14:00 (UTC+2) |         | Verslag | 85' (pen.) Mabkhout | Internationaal Saidastadion, Sidon Toeschouwers: 0 Scheidsrechter: Shaun Evans (AUS) |

|                                                  |         |         |                    |                                                                                           |
| 27 januari 2022 «onderlinge duels» 14:00 (UTC+2) | Libanon | 0 – 1   | Zuid-Korea         | Internationaal Saidastadion, Sidon Toeschouwers: 5.400 Scheidsrechter: Ahmed Al-Kaf (OMA) |
| 27 januari 2022 «onderlinge duels» 14:00 (UTC+2) |         | Verslag | 45+1' Cho Gue-sung | Internationaal Saidastadion, Sidon Toeschouwers: 5.400 Scheidsrechter: Ahmed Al-Kaf (OMA) |

|                                                     |            |         |      |                                                                             |
| 27 januari 2022 «onderlinge duels» 18:00 (UTC+3:30) | Iran       | 1 – 0   | Irak | Azadistadion, Teheran Toeschouwers: 9.354 Scheidsrechter: Chris Beath (AUS) |
| 27 januari 2022 «onderlinge duels» 18:00 (UTC+3:30) | Taremi 48' | Verslag |      | Azadistadion, Teheran Toeschouwers: 9.354 Scheidsrechter: Chris Beath (AUS) |

|                                                  |                          |         |       |                                                                                    |
| 27 januari 2022 «onderlinge duels» 19:00 (UTC+4) | V.A.E.                   | 2 – 0   | Syrië | Al-Maktoumstadion, Dubai Toeschouwers: 2.450 Scheidsrechter: Ilgiz Tantasjev (UZB) |
| 27 januari 2022 «onderlinge duels» 19:00 (UTC+4) | Caio 43' Al Ghassani 70' | Verslag |       | Al-Maktoumstadion, Dubai Toeschouwers: 2.450 Scheidsrechter: Ilgiz Tantasjev (UZB) |

|                                                  |             |         |             |                                                                                              |
| 1 februari 2022 «onderlinge duels» 14:00 (UTC+2) | Libanon     | 1 – 1   | Irak        | Internationaal Saidastadion, Sidon Toeschouwers: 6.341 Scheidsrechter: Adham Makhadmeh (JOR) |
| 1 februari 2022 «onderlinge duels» 14:00 (UTC+2) | Sabra 45+2' | Verslag | 39' Hussein | Internationaal Saidastadion, Sidon Toeschouwers: 6.341 Scheidsrechter: Adham Makhadmeh (JOR) |

|                                                  |       |         |                                    |                                                                                          |
| 1 februari 2022 «onderlinge duels» 18:00 (UTC+4) | Syrië | 0 – 2   | Zuid-Korea                         | Al-Rashidstadion, Dubai (V.A.E.) Toeschouwers: 310 Scheidsrechter: Hiroyuki Kimura (JPN) |
| 1 februari 2022 «onderlinge duels» 18:00 (UTC+4) |       | Verslag | 53' Kim Jin-su 71' Kwon Chang-hoon | Al-Rashidstadion, Dubai (V.A.E.) Toeschouwers: 310 Scheidsrechter: Hiroyuki Kimura (JPN) |

|                                                     |                               |         |        |                                                                          |
| 1 februari 2022 «onderlinge duels» 18:00 (UTC+3:30) | Iran                          | 1 – 0   | V.A.E. | Azadistadion, Teheran Toeschouwers: 0 Scheidsrechter: Ahmed Al-Kaf (OMA) |
| 1 februari 2022 «onderlinge duels» 18:00 (UTC+3:30) | Taremi 44' Moharrami 38', 49' | Verslag |        | Azadistadion, Teheran Toeschouwers: 0 Scheidsrechter: Ahmed Al-Kaf (OMA) |

|                                                |                                        |         |      |                                                                                      |
| 24 maart 2022 «onderlinge duels» 20:00 (UTC+9) | Zuid-Korea                             | 2 – 0   | Iran | Seoul World Cupstadion, Seoel Toeschouwers: 64.375 Scheidsrechter: Chris Beath (AUS) |
| 24 maart 2022 «onderlinge duels» 20:00 (UTC+9) | Son Heung-min 45+2' Kim Young-gwon 62' | Verslag |      | Seoul World Cupstadion, Seoel Toeschouwers: 64.375 Scheidsrechter: Chris Beath (AUS) |

|                                                |         |         |                                                 | |
| 24 maart 2022 «onderlinge duels» 14:00 (UTC+2) | Libanon | 0 – 3   | Syrië                                           | Internationaal Saidastadion, Sidon Toeschouwers: 5.422 Scheidsrechter: Abdulrahman Al-Jassim (QAT) |
| 24 maart 2022 «onderlinge duels» 14:00 (UTC+2) |         | Verslag | 14' Al Dali 38' (pen.) Mardikian 44' Al Marmour | Internationaal Saidastadion, Sidon Toeschouwers: 5.422 Scheidsrechter: Abdulrahman Al-Jassim (QAT) |

|                                                |              |         |        |                                                                                              |
| 24 maart 2022 «onderlinge duels» 20:00 (UTC+3) | Irak         | 1 – 0   | V.A.E. | Koning Fahdstadion, Riyadh (Saoedi-Arabië) Toeschouwers: 1.320 Scheidsrechter: Ma Ning (CHN) |
| 24 maart 2022 «onderlinge duels» 20:00 (UTC+3) | Al-Saedi 53' | Verslag |        | Koning Fahdstadion, Riyadh (Saoedi-Arabië) Toeschouwers: 1.320 Scheidsrechter: Ma Ning (CHN) |

|                                                   |                            |         |         |                                                                              |
| 29 maart 2022 «onderlinge duels» 16:00 (UTC+3:30) | Iran                       | 2 – 0   | Libanon | Imam Rezastadion, Mashhad Toeschouwers: 22.453 Scheidsrechter: Fu Ming (CHN) |
| 29 maart 2022 «onderlinge duels» 16:00 (UTC+3:30) | Azmoun 35' Jahanbakhsh 72' | Verslag |         | Imam Rezastadion, Mashhad Toeschouwers: 22.453 Scheidsrechter: Fu Ming (CHN) |

|                                                |              |         |            |                                                                                 |
| 29 maart 2022 «onderlinge duels» 17:45 (UTC+4) | V.A.E.       | 1 – 0   | Zuid-Korea | Al-Maktoumstadion, Dubai Toeschouwers: 4.223 Scheidsrechter: Ahmed Al-Kaf (OMA) |
| 29 maart 2022 «onderlinge duels» 17:45 (UTC+4) | Abdullah 54' | Verslag |            | Al-Maktoumstadion, Dubai Toeschouwers: 4.223 Scheidsrechter: Ahmed Al-Kaf (OMA) |

|                                                |            |         |             |                                                                                       |
| 29 maart 2022 «onderlinge duels» 17:45 (UTC+4) | Syrië      | 1 – 1   | Irak        | Al-Rashidstadion, Dubai (V.A.E.) Toeschouwers: 3.710 Scheidsrechter: Ryuji Sato (JPN) |
| 29 maart 2022 «onderlinge duels» 17:45 (UTC+4) | Al Dali 3' | Verslag | 31' Hussein | Al-Rashidstadion, Dubai (V.A.E.) Toeschouwers: 3.710 Scheidsrechter: Ryuji Sato (JPN) |

#### Groep B
| Pos | Team          | Wed | W | G | V | Ptn | DV | DT | +/− | Kwalificatie               |       | Vlag van Saoedi-Arabië | Vlag van Japan | Vlag van Australië | Vlag van Oman | Vlag van China | Vlag van Vietnam |
| --- | ------------- | --- | - | - | - | --- | -- | -- | --- | -------------------------- | ----- | ---------------------- | -------------- | ------------------ | ------------- | -------------- | ---------------- |
| 1   | Saoedi-Arabië | 10  | 7 | 2 | 1 | 23  | 12 | 6  | +6  | Geplaatst voor het WK 2022 |       |                        | 1 – 0          | 1 – 0              | 1 – 0         | 3 – 2          | 3 – 1            |
| 2   | Japan         | 10  | 7 | 1 | 2 | 22  | 12 | 4  | +8  | Geplaatst voor het WK 2022 |       | 2 – 0                  |                | 2 – 1              | 0 – 1         | 2 – 0          | 1 – 1            |
| 3   | Australië     | 10  | 4 | 3 | 3 | 15  | 15 | 9  | +6  | Door naar de vierde ronde  |       | 0 – 0                  | 0 – 2          |                    | 3 – 1         | 3 – 0          | 4 – 0            |
| 4   | Oman          | 10  | 4 | 2 | 4 | 14  | 11 | 10 | +1  |                            |       | 0 – 1                  | 0 – 1          | 2 – 2              |               | 2 – 0          | 3 – 1            |
| 5   | China         | 10  | 1 | 3 | 6 | 6   | 9  | 19 | −10 |                            | 1 – 1 | 0 – 1                  | 1 – 1          | 1 – 1              |               | 3 – 2          |                  |
| 6   | Vietnam       | 10  | 1 | 1 | 8 | 4   | 8  | 19 | −11 |                            | 0 – 1 | 0 – 1                  | 0 – 1          | 1 – 1              | 3 – 1         |                |                  |

|                                                   |       |         |              | |
| 2 september 2021 «onderlinge duels» 19:14 (UTC+9) | Japan | 0 – 1   | Oman         | Gemeentelijk stadion Suita, Suita Toeschouwers: 4.853 Scheidsrechter: Mohammed Abdulla Mohamed (UAE) |
| 2 september 2021 «onderlinge duels» 19:14 (UTC+9) |       | Verslag | 88' Al Sabhi | Gemeentelijk stadion Suita, Suita Toeschouwers: 4.853 Scheidsrechter: Mohammed Abdulla Mohamed (UAE) |

|                                                   |                              |         |       |                                                                                                 |
| 2 september 2021 «onderlinge duels» 21:00 (UTC+3) | Australië                    | 3 – 0   | China | Khalifa Internationaal Stadion, Doha (Qatar) Toeschouwers: 0 Scheidsrechter: Ko Hyung-jin (KOR) |
| 2 september 2021 «onderlinge duels» 21:00 (UTC+3) | Mabil 24' Boyle 26' Duke 70' | Verslag |       | Khalifa Internationaal Stadion, Doha (Qatar) Toeschouwers: 0 Scheidsrechter: Ko Hyung-jin (KOR) |

|                                                   |                                                            |         |                                          |                                                                                                  |
| 2 september 2021 «onderlinge duels» 20:00 (UTC+3) | Saoedi-Arabië                                              | 3 – 1   | Vietnam                                  | Koning Saud Universiteitstadion, Riyad Toeschouwers: 8.331 Scheidsrechter: Ilgiz Tantasjev (UZB) |
| 2 september 2021 «onderlinge duels» 20:00 (UTC+3) | Al-Dawsari 55' (pen.) Al-Shahrani 67' Al-Shehri 80' (pen.) | Verslag | 3' Nguyễn Quang Hải 51', 54' Đỗ Duy Mạnh | Koning Saud Universiteitstadion, Riyad Toeschouwers: 8.331 Scheidsrechter: Ilgiz Tantasjev (UZB) |

|                                                   |         |         |           |                                                                                              |
| 7 september 2021 «onderlinge duels» 19:00 (UTC+7) | Vietnam | 0 – 1   | Australië | Mỹ Đình Nationaal Stadion, Hanoi Toeschouwers: 0 Scheidsrechter: Abdulrahman Al-Jassim (QAT) |
| 7 september 2021 «onderlinge duels» 19:00 (UTC+7) |         | Verslag | 43' Grant | Mỹ Đình Nationaal Stadion, Hanoi Toeschouwers: 0 Scheidsrechter: Abdulrahman Al-Jassim (QAT) |

|                                                   |       |         |           | |
| 7 september 2021 «onderlinge duels» 18:00 (UTC+3) | China | 0 – 1   | Japan     | Khalifa Internationaal Stadion, Doha (Qatar) Toeschouwers: 0 Scheidsrechter: Nawaf Shukralla (BHR) |
| 7 september 2021 «onderlinge duels» 18:00 (UTC+3) |       | Verslag | 40' Osako | Khalifa Internationaal Stadion, Doha (Qatar) Toeschouwers: 0 Scheidsrechter: Nawaf Shukralla (BHR) |

|                                                   |      |         |               |                                                                                             |
| 7 september 2021 «onderlinge duels» 20:00 (UTC+4) | Oman | 0 – 1   | Saoedi-Arabië | Sultan Qaboos Sports Complex, Muscat Toeschouwers: 8.150 Scheidsrechter: Hanna Hattab (SYR) |
| 7 september 2021 «onderlinge duels» 20:00 (UTC+4) |      | Verslag | 42' Al-Shehri | Sultan Qaboos Sports Complex, Muscat Toeschouwers: 8.150 Scheidsrechter: Hanna Hattab (SYR) |

|                                                 |                 |         |       |                                                                                               |
| 7 oktober 2021 «onderlinge duels» 20:00 (UTC+3) | Saoedi-Arabië   | 1 – 0   | Japan | Koning Abdoellah Sportstad, Jeddah Toeschouwers: 51.218 Scheidsrechter: Adham Makhadmeh (JOR) |
| 7 oktober 2021 «onderlinge duels» 20:00 (UTC+3) | Al-Buraikan 71' | Verslag |       | Koning Abdoellah Sportstad, Jeddah Toeschouwers: 51.218 Scheidsrechter: Adham Makhadmeh (JOR) |

|                                                 |                                    |         |                                     |                                                                                                 |
| 7 oktober 2021 «onderlinge duels» 21:00 (UTC+4) | China                              | 3 – 2   | Vietnam                             | Sharjahstadion, Sharjah (V.A.E.) Toeschouwers: 0 Scheidsrechter: Mohammed Abdulla Mohamed (UAE) |
| 7 oktober 2021 «onderlinge duels» 21:00 (UTC+4) | Zhang Yuning 53' Wu Lei 75', 90+5' | Verslag | 80' Hồ Tấn Tài 90' Nguyễn Tiến Linh | Sharjahstadion, Sharjah (V.A.E.) Toeschouwers: 0 Scheidsrechter: Mohammed Abdulla Mohamed (UAE) |

|                                                 |                             |         |                 | |
| 7 oktober 2021 «onderlinge duels» 21:30 (UTC+3) | Australië                   | 3 – 1   | Oman            | Khalifa Internationaal Stadion, Doha (Qatar) Toeschouwers: 0 Scheidsrechter: Nawaf Shukralla (BHR) |
| 7 oktober 2021 «onderlinge duels» 21:30 (UTC+3) | Mabil 9' Boyle 49' Duke 89' | Verslag | 28' R. Al-Alawi | Khalifa Internationaal Stadion, Doha (Qatar) Toeschouwers: 0 Scheidsrechter: Nawaf Shukralla (BHR) |

|                                                  |                             |         |             |                                                                                          |
| 12 oktober 2021 «onderlinge duels» 19:14 (UTC+9) | Japan                       | 2 – 1   | Australië   | Saitamastadion, Saitama Toeschouwers: 14.437 Scheidsrechter: Abdulrahman Al-Jassim (QAT) |
| 12 oktober 2021 «onderlinge duels» 19:14 (UTC+9) | Tanaka 8' Behich 85' (e.d.) | Verslag | 70' Hrustić | Saitamastadion, Saitama Toeschouwers: 14.437 Scheidsrechter: Abdulrahman Al-Jassim (QAT) |

|                                                  |                                                    |         |                      |                                                                                                |
| 12 oktober 2021 «onderlinge duels» 20:00 (UTC+4) | Oman                                               | 3 – 1   | Vietnam              | Sultan Qaboos Sports Complex, Muscat Toeschouwers: 9.123 Scheidsrechter: Adham Makhadmeh (JOR) |
| 12 oktober 2021 «onderlinge duels» 20:00 (UTC+4) | Al Sabhi 45+1' Al-Khaldi 49' Al-Yahyaei 63' (pen.) | Verslag | 39' Nguyễn Tiến Linh | Sultan Qaboos Sports Complex, Muscat Toeschouwers: 9.123 Scheidsrechter: Adham Makhadmeh (JOR) |

|                                                  |                                   |         |                       | |
| 12 oktober 2021 «onderlinge duels» 20:00 (UTC+3) | Saoedi-Arabië                     | 3 – 2   | China                 | King Abdullah Sport Citystadion, Buraidah Toeschouwers: 54.124 Scheidsrechter: Ilgiz Tantasjev (UZB) |
| 12 oktober 2021 «onderlinge duels» 20:00 (UTC+3) | Al-Najei 15', 38' Al-Buraikan 72' | Verslag | 46' Aloísio 87' Wu Xi | King Abdullah Sport Citystadion, Buraidah Toeschouwers: 54.124 Scheidsrechter: Ilgiz Tantasjev (UZB) |

|                                                    |           |       |               |                                                                                        |
| 11 november 2021 «onderlinge duels» 20:10 (UTC+11) | Australië | 0 – 0 | Saoedi-Arabië | Western Sydney Stadium, Sydney Toeschouwers: 23.314 Scheidsrechter: Ko Hyung-jin (KOR) |
| 11 november 2021 «onderlinge duels» 20:10 (UTC+11) | Verslag   |       |               | Western Sydney Stadium, Sydney Toeschouwers: 23.314 Scheidsrechter: Ko Hyung-jin (KOR) |

|                                                   |         |         |         | |
| 11 november 2021 «onderlinge duels» 19:00 (UTC+7) | Vietnam | 0 – 1   | Japan   | Mỹ Đình Nationaal Stadion, Hanoi Toeschouwers: 11.022 Scheidsrechter: Mohammed Abdulla Mohamed (UAE) |
| 11 november 2021 «onderlinge duels» 19:00 (UTC+7) |         | Verslag | 17' Ito | Mỹ Đình Nationaal Stadion, Hanoi Toeschouwers: 11.022 Scheidsrechter: Mohammed Abdulla Mohamed (UAE) |

|                                                   |            |         |               |                                                                                             |
| 11 november 2021 «onderlinge duels» 19:00 (UTC+4) | China      | 1 – 1   | Oman          | Sharjahstadion, Sharjah (V.A.E.) Toeschouwers: 1.700 Scheidsrechter: Sivakorn Pu-udom (THA) |
| 11 november 2021 «onderlinge duels» 19:00 (UTC+4) | Wu Lei 21' | Verslag | 75' Al-Harthi | Sharjahstadion, Sharjah (V.A.E.) Toeschouwers: 1.700 Scheidsrechter: Sivakorn Pu-udom (THA) |

|                                                   |                   |         |           |                                                                                            |
| 16 november 2021 «onderlinge duels» 19:00 (UTC+4) | China             | 1 – 1   | Australië | Sharjahstadion, Sharjah (V.A.E.) Toeschouwers: 1.050 Scheidsrechter: Adham Makhadmeh (JOR) |
| 16 november 2021 «onderlinge duels» 19:00 (UTC+4) | Wu Lei 71' (pen.) | Verslag | 38' Duke  | Sharjahstadion, Sharjah (V.A.E.) Toeschouwers: 1.050 Scheidsrechter: Adham Makhadmeh (JOR) |

|                                                   |      |         |         |                                                                                              |
| 16 november 2021 «onderlinge duels» 20:00 (UTC+4) | Oman | 0 – 1   | Japan   | Sultan Qaboos Sports Complex, Muscat Toeschouwers: 14.123 Scheidsrechter: Ko Hyung-jin (KOR) |
| 16 november 2021 «onderlinge duels» 20:00 (UTC+4) |      | Verslag | 81' Ito | Sultan Qaboos Sports Complex, Muscat Toeschouwers: 14.123 Scheidsrechter: Ko Hyung-jin (KOR) |

|                                                   |         |         |               |                                                                                         |
| 16 november 2021 «onderlinge duels» 19:00 (UTC+7) | Vietnam | 0 – 1   | Saoedi-Arabië | Mỹ Đình Nationaal Stadion, Hanoi Toeschouwers: 9.669 Scheidsrechter: Hanna Hattab (SYR) |
| 16 november 2021 «onderlinge duels» 19:00 (UTC+7) |         | Verslag | 31' Al-Shehri | Mỹ Đình Nationaal Stadion, Hanoi Toeschouwers: 9.669 Scheidsrechter: Hanna Hattab (SYR) |

|                                                   |                                                 |         |         |                                                                                                  |
| 27 januari 2022 «onderlinge duels» 20:10 (UTC+11) | Australië                                       | 4 – 0   | Vietnam | Melbourne Rectangular Stadium, Melbourne Toeschouwers: 27.740 Scheidsrechter: Ko Hyung-jin (KOR) |
| 27 januari 2022 «onderlinge duels» 20:10 (UTC+11) | Maclaren 30' Rogic 45+2' Goodwin 72' McGree 76' | Verslag |         | Melbourne Rectangular Stadium, Melbourne Toeschouwers: 27.740 Scheidsrechter: Ko Hyung-jin (KOR) |

|                                                  |                          |         |       |                                                                                          |
| 27 januari 2022 «onderlinge duels» 19:00 (UTC+9) | Japan                    | 2 – 0   | China | Saitamastadion, Saitama Toeschouwers: 11.753 Scheidsrechter: Abdulrahman Al-Jassim (QAT) |
| 27 januari 2022 «onderlinge duels» 19:00 (UTC+9) | Osako 13' (pen.) Ito 61' | Verslag |       | Saitamastadion, Saitama Toeschouwers: 11.753 Scheidsrechter: Abdulrahman Al-Jassim (QAT) |

|                                                  |                 |         |      |                                                                                               |
| 27 januari 2022 «onderlinge duels» 20:15 (UTC+3) | Saoedi-Arabië   | 1 – 0   | Oman | Koning Abdoellah Sportstad, Jeddah Toeschouwers: 47.364 Scheidsrechter: Nawaf Shukralla (BHR) |
| 27 januari 2022 «onderlinge duels» 20:15 (UTC+3) | Al-Buraikan 48' | Verslag |      | Koning Abdoellah Sportstad, Jeddah Toeschouwers: 47.364 Scheidsrechter: Nawaf Shukralla (BHR) |

|                                                  |                      |         |               |                                                                                 |
| 1 februari 2022 «onderlinge duels» 19:14 (UTC+9) | Japan                | 2 – 0   | Saoedi-Arabië | Saitamastadion, Saitama Toeschouwers: 19.118 Scheidsrechter: Ko Hyung-jin (KOR) |
| 1 februari 2022 «onderlinge duels» 19:14 (UTC+9) | Minamino 32' Ito 50' | Verslag |               | Saitamastadion, Saitama Toeschouwers: 19.118 Scheidsrechter: Ko Hyung-jin (KOR) |

|                                                  |                                                     |         |              |                                                                                            |
| 1 februari 2022 «onderlinge duels» 19:00 (UTC+7) | Vietnam                                             | 3 – 1   | China        | Mỹ Đình Nationaal Stadion, Hanoi Toeschouwers: 6.099 Scheidsrechter: Nawaf Shukralla (BHR) |
| 1 februari 2022 «onderlinge duels» 19:00 (UTC+7) | Hồ Tấn Tài 9' Nguyễn Tiến Linh 16' Phan Văn Đức 76' | Verslag | 90+7' Xu Xin | Mỹ Đình Nationaal Stadion, Hanoi Toeschouwers: 6.099 Scheidsrechter: Nawaf Shukralla (BHR) |

|                                                  |                       |         |                              | |
| 1 februari 2022 «onderlinge duels» 20:00 (UTC+4) | Oman                  | 2 – 2   | Australië                    | Sultan Qaboos Sports Complex, Muscat Toeschouwers: 0 Scheidsrechter: Mohammed Abdulla Mohamed (UAE) |
| 1 februari 2022 «onderlinge duels» 20:00 (UTC+4) | Fawaz 54', 89' (pen.) | Verslag | 15' (pen.) Maclaren 79' Mooy | Sultan Qaboos Sports Complex, Muscat Toeschouwers: 0 Scheidsrechter: Mohammed Abdulla Mohamed (UAE) |

|                                                 |           |         |                   |                                                                                      |
| 24 maart 2022 «onderlinge duels» 20:10 (UTC+11) | Australië | 0 – 2   | Japan             | Stadium Australia, Sydney Toeschouwers: 41.852 Scheidsrechter: Nawaf Shukralla (BHR) |
| 24 maart 2022 «onderlinge duels» 20:10 (UTC+11) |           | Verslag | 89', 90+4' Mitoma | Stadium Australia, Sydney Toeschouwers: 41.852 Scheidsrechter: Nawaf Shukralla (BHR) |

|                                                |         |         |              |                                                                                         |
| 24 maart 2022 «onderlinge duels» 19:00 (UTC+7) | Vietnam | 0 – 1   | Oman         | Mỹ Đình Nationaal Stadion, Hanoi Toeschouwers: 6.923 Scheidsrechter: Hanna Hattab (SYR) |
| 24 maart 2022 «onderlinge duels» 19:00 (UTC+7) |         | Verslag | 65' Al-Hajri | Mỹ Đình Nationaal Stadion, Hanoi Toeschouwers: 6.923 Scheidsrechter: Hanna Hattab (SYR) |

|                                                |                        |         |                 |                                                                                                   |
| 24 maart 2022 «onderlinge duels» 19:00 (UTC+4) | China                  | 1 – 1   | Saoedi-Arabië   | Sharjahstadion, Sharjah (V.A.E.) Toeschouwers: 200 Scheidsrechter: Mohammed Abdulla Mohamed (UAE) |
| 24 maart 2022 «onderlinge duels» 19:00 (UTC+4) | Zhu Chenjie 82' (pen.) | Verslag | 45+1' Al-Shehri | Sharjahstadion, Sharjah (V.A.E.) Toeschouwers: 200 Scheidsrechter: Mohammed Abdulla Mohamed (UAE) |

|                                                |             |         |                       |                                                                                    |
| 29 maart 2022 «onderlinge duels» 19:35 (UTC+9) | Japan       | 1 – 1   | Vietnam               | Saitamastadion, Saitama Toeschouwers: 44.600 Scheidsrechter: Ilgiz Tantasjev (UZB) |
| 29 maart 2022 «onderlinge duels» 19:35 (UTC+9) | Yoshida 55' | Verslag | 19' Nguyễn Thanh Bình | Saitamastadion, Saitama Toeschouwers: 44.600 Scheidsrechter: Ilgiz Tantasjev (UZB) |

|                                                |                        |         |       |                                                                                             |
| 29 maart 2022 «onderlinge duels» 20:00 (UTC+4) | Oman                   | 2 – 0   | China | Sultan Qaboos Sports Complex, Muscat Toeschouwers: 2.500 Scheidsrechter: Ko Hyung-jin (KOR) |
| 29 maart 2022 «onderlinge duels» 20:00 (UTC+4) | Al-Alawi 12' Fawaz 74' | Verslag |       | Sultan Qaboos Sports Complex, Muscat Toeschouwers: 2.500 Scheidsrechter: Ko Hyung-jin (KOR) |

|                                                |                       |         |           |                                                                                               |
| 29 maart 2022 «onderlinge duels» 21:00 (UTC+3) | Saoedi-Arabië         | 1 – 0   | Australië | Koning Abdoellah Sportstad, Jeddah Toeschouwers: 51.433 Scheidsrechter: Adham Makhadmeh (JOR) |
| 29 maart 2022 «onderlinge duels» 21:00 (UTC+3) | Al-Dawsari 65' (pen.) | Verslag |           | Koning Abdoellah Sportstad, Jeddah Toeschouwers: 51.433 Scheidsrechter: Adham Makhadmeh (JOR) |

## Vierde ronde
De twee als derde geplaatste teams van groep A en B uit de derde ronde, speelden in de vierde ronde in één wedstrijd tegen elkaar om een plek in de intercontinentale play-offs.

### Geplaatste teams
| Groep (3e ronde) | Derde plaats                 |
| ---------------- | ---------------------------- |
| A                | Verenigde Arabische Emiraten |
| B                | Australië                    |

### Play-off
| Team 1 | Res.  | Team 2    |
| ------ | ----- | --------- |
| V.A.E. | 1 – 2 | Australië |

|                                              |          |         |                        | |
| 7 juni 2022 «onderlinge duels» 21:00 (UTC+3) | V.A.E.   | 1 – 2   | Australië              | Stadion: Ahmed bin Alistadion, Ar Rayyan (Qatar) Toeschouwers: 6.500 Scheidsrechter: Ilgiz Tantasjev |
| 7 juni 2022 «onderlinge duels» 21:00 (UTC+3) | Caio 57' | Verslag | 53' Irvine 84' Hrustić | Stadion: Ahmed bin Alistadion, Ar Rayyan (Qatar) Toeschouwers: 6.500 Scheidsrechter: Ilgiz Tantasjev |
| 7 juni 2022 «onderlinge duels» 21:00 (UTC+3) |          |         |                        | Stadion: Ahmed bin Alistadion, Ar Rayyan (Qatar) Toeschouwers: 6.500 Scheidsrechter: Ilgiz Tantasjev |
| 7 juni 2022 «onderlinge duels» 21:00 (UTC+3) |          |         |                        | Stadion: Ahmed bin Alistadion, Ar Rayyan (Qatar) Toeschouwers: 6.500 Scheidsrechter: Ilgiz Tantasjev |
|                                              |          |         |                        | |

## Intercontinentale play-off
De nummer vijf van de CONMEBOL-groep vierde ronde speelde tegen de winnaar van de AFC-play-off voor een plaats in de eindronde.
| Team 1    | Res.               | Team 2 |
| --------- | ------------------ | ------ |
| Australië | 0 – 0 (5 – 4 pen.) | Peru   |

|                                               |                                           |                         |                                                | |
| 13 juni 2022 «onderlinge duels» 21:00 (UTC+3) | Australië                                 | 0 – 0 (n.v.) 5 – 4 pen. | Peru                                           | Stadion: Ahmed bin Alistadion, Ar Rayyan (Qatar) Toeschouwers: 12.000 Scheidsrechter: Slavko Vinčić |
| 13 juni 2022 «onderlinge duels» 21:00 (UTC+3) | Verslag                                   |                         |                                                | Stadion: Ahmed bin Alistadion, Ar Rayyan (Qatar) Toeschouwers: 12.000 Scheidsrechter: Slavko Vinčić |
| 13 juni 2022 «onderlinge duels» 21:00 (UTC+3) | Strafschoppen                             |                         |                                                | Stadion: Ahmed bin Alistadion, Ar Rayyan (Qatar) Toeschouwers: 12.000 Scheidsrechter: Slavko Vinčić |
| 13 juni 2022 «onderlinge duels» 21:00 (UTC+3) | Boyle Mooy Goodwin Hrustić Maclaren Mabil |                         | Lapadula Callens Advíncula Tapia Flores Valera | Stadion: Ahmed bin Alistadion, Ar Rayyan (Qatar) Toeschouwers: 12.000 Scheidsrechter: Slavko Vinčić |
|                                               |                                           |                         |                                                | |

## Doelpuntenmakers
14 doelpunten
- Ali Mabkhout

12 doelpunten
- Wu Lei

10 doelpunten
- Sardar Azmoun
- Takumi Minamino
- Yuya Osako

9 doelpunten
- Omar Al Somah

8 doelpunten
- Salem Al-Dawsari
- Saleh Al-Shehri
- Nguyễn Tiến Linh

7 doelpunten
- Jamie Maclaren
- Karim Ansarifard
- Mehdi Taremi
- Eldor Sjomoerodov
- Son Heung-min

6 doelpunten
- Mitchell Duke
- Harry Souttar
- Alireza Jahanbakhsh
- Junya Ito
- Baha' Faisal
- Yousef Nasser
- Rabia Al-Alawi
- Almoez Ali
- Mahmoud Al-Mawas
- Caio Canedo Corrêa
- Kim Shin-wook

5 doelpunten
- Yang Xu
- Mohanad Ali
- Mirlan Moerzajev
- Safawi Rasid
- Manouchehr Dzjalilov
- Fábio Virginio de Lima
- Kwon Chang-hoon

4 doelpunten
- Martin Boyle
- Jackson Irvine
- Mathew Leckie
- Kamil Al Aswad
- Elkeson
- Wu Xi
- Soony Saad
- Shahrel Fikri
- Abdullah Fawaz
- Akram Afif
- Fahad Al-Muwallad
- Nguyễn Quang Hải

3 doelpunten
- Ajdin Hrustić
- Awer Mabil
- Adam Taggart
- Ismail Abdullatif
- Alan
- Ángel Guirado
- Jason Cunliffe
- Sunil Chhetri
- Aymen Hussein
- Ali Gholizadeh
- Ahmad Nourollahi
- Takuma Asano
- Kyogo Furuhashi
- Daichi Kamada
- Ado Onaiwu
- Goelzjigit Alykoelov
- Edgar Bernhardt
- Alimardon Sjoekoerov
- Bader Al-Mutawa
- Hilal El-Helwe
- Mohamadou Sumareh
- Anjan Bista
- Khalid Al-Hajri
- Issam Al Sabhi
- Firas Al-Buraikan
- Yasser Al-Shahrani
- Ikhsan Fandi
- Mardik Mardikian
- Altymyrat Annadurdyýew
- Hwang Hee-chan

2 doelpunten
- Aaron Mooy
- Ali Madan
- Razimie Ramlli
- Zhang Yuning
- John-Patrick Strauß
- Beto Gonçalves
- Ali Adnan Kadhim
- Mohammad Mohebi
- Kaveh Rezaei
- Sho Inagaki
- Kaoru Mitoma
- Hidemasa Morita
- Maya Yoshida
- Omar Al-Dahi
- Mohsen Qarawi
- Ahmad Ersan
- Mohamad Kdouh
- Joan Oumari
- Ali Ashfaq
- Akhyar Rashid
- Syafiq Ahmad
- Norjmoogiin Tsedenbal
- Hlaing Bo Bo
- Suan Lam Mang
- Jong Il-gwan
- Jamsjid Iskanderov
- Sanjar Kodirkoelov
- Jaloliddin Masjaripov
- Igor Sergeev
- Islom Tukhtakhujaev
- Muhsen Al-Ghassani
- Mohsin Al-Khaldi
- Abdul Aziz Al-Muqbali
- Oday Dabbagh
- Yaser Hamed
- Tamer Seyam
- Hassan Al-Haydos
- Abdulaziz Hatem
- Salman Al-Faraj
- Sami Al-Najei
- Abdulfattah Asiri
- Alaa Al Dali
- Omar Kharbin
- Ahmed Waseem Razeek
- Alisjer Dzjalilov
- Sjachrom Samiejev
- Supachok Sarachat
- Arslanmyrat Amanow
- Wahyt Orazsähedow
- Hồ Tấn Tài
- Quế Ngọc Hải
- Hwang Ui-jo
- Kim Young-gwon

1 doelpunt
- Zelfy Nazary
- Farshad Noor
- Omid Popalzay
- Amredin Sharifi
- Hossein Zamani
- Craig Goodwin
- Rhyan Grant
- Fran Karacic
- Riley McGree
- Tom Rogic
- Trent Sainsbury
- Mohammed Al-Hardan
- Mohamed Al-Romaihi
- Jasim Al-Shaikh
- Hashim Sayed Isa
- Sayed Saeed
- Biplu Ahmed
- Topu Barman
- Robiul Hasan
- Saad Uddin
- Tshering Dorji
- Reung Bunheing
- Sieng Chanthea
- Sath Rosib
- Keo Sokpheng
- Kouch Sokumpheak
- Soeuy Visal
- Aloísio
- Liu Binbin
- Jin Jingdao
- Tan Long
- Wu Xinghan
- Xu Xin
- Zhu Chenjie
- Chen Yi-wei
- Gao Wei-jie
- Wen Chih-hao
- Wu Chun-ching
- Mike Hartmann
- Mike Ott
- Javier Patiño
- Iain Ramsay
- Patrick Reichelt
- Stephan Schröck
- Isiah Lagutang
- Marcus Lopez
- Shane Malcolm
- John Matkin
- James Ha
- Matt Orr
- Roberto
- Tan Chun Lok
- Seiminlen Doungel
- Adil Khan
- Irfan Bachdim
- Evan Dimas
- I Kadek Agung Widnyana
- Alaa Abbas
- Amir Al-Ammari
- Hussein Ali Al-Saedi
- Amjad Attwan
- Ibrahim Bayesh
- Safaa Hadi
- Ahmad Ibrahim Khalaf
- Bashar Resan
- Vahid Amiri
- Mehdi Ghayedi
- Ehsan Hajsafi
- Hossein Kanaanizadegan
- Shojae Khalilzadeh
- Mehrdad Mohammadi
- Milad Mohammadi
- Morteza Pouraliganji
- Wataru Endo
- Genki Haraguchi
- Kento Hashimoto
- Ko Itakura
- Hayao Kawabe
- Kensuke Nagai
- Yuto Nagatomo
- Shoya Nakajima
- Sho Sasaki
- Ao Tanaka
- Nasser Al-Gahwashi
- Abdulwasea Al-Matari
- Salem Al-Ajalin
- Yazan Al-Arab
- Hamza Al-Dardour
- Ahmed Samir
- Feras Shelbaieh
- Abaj Bokolejev
- Valeri Kitsjin
- Tamirlan Kozoebajev
- Farchat Moesabekov
- Tursunali Rustamov
- Redha Abujabarah
- Faisal Ajab
- Mobarak Al-Faneeni
- Shabib Al-Khaldi
- Hussain Al-Musawi
- Fahad Al Ansari
- Fahad Al Hajeri
- Abdullah Mawei
- Faisal Zayid
- Rabih Ataya
- Hassan Maatouk
- Nader Matar
- Mahar Sabra
- Filipe Duarte
- Ali Fasir
- Naiz Hassan
- Ibrahim Mahudhee
- Ali Samooh
- La'Vere Corbin-Ong
- Brendan Gan
- Guilherme
- Norshahrul Idlan
- Faiz Nasir
- Mohamadou Sumareh
- Dölgöön Amaraa
- Oyunbaataryn Mijiddorj
- Nyam-Osor Naranbold
- Aung Thu
- Maung Maung Lwin
- Nawayug Shrestha
- Han Kwang-song
- Jang Kuk-chol
- Odil Ahmedov
- Otabek Sjoekoerov
- Arshad Al-Alawi
- Mohammed Al Ghafri
- Amjad Al-Harthi
- Amran Al-Hidi
- Salaah Al-Yahyaei
- Mohsin Jouhar
- Rufino Gama
- João Pedro
- Hassan Bashir
- Islam Batran
- Yusuf Abdurisag
- Karim Boudiaf
- Abdelkarim Hassan
- Boualem Khoukhi
- Abdullah Al-Hamdan
- Hattan Bahebri
- Faris Ramli
- Hafiz Nor
- Safuwan Baharudin
- Shakir Hamzah
- Firas Al-Khatib
- Mohammad Al Marmour
- Ward Al Salama
- Aias Aosman
- Khaled Mobayed
- Osama Omari
- Sjeriddin Bobojev
- Davron Jergasjev
- Jahongir Jergasjev
- Ehson Panjshanbe
- Komron Toersoenov
- Farkhod Vasiejev
- Theerathon Bunmathan
- Teerasil Dangda
- Adisak Kraisorn
- Suphanat Mueanta
- Ekanit Panya
- Chanathip Songkrasin
- Narubadin Weerawatnodom
- Güýçmyrat Annagulyýew
- Zafar Babajanow
- Abdy Bäşimow
- Mihail Titow
- Tareq Ahmed
- Yahya Al Ghassani
- Harib Al-Maazmi
- Khalil Ibrahim
- Mohammed Jumaa
- Mahmoud Khamees
- Ali Salmeen
- Sebastián Tagliabúe
- Đỗ Duy Mạnh
- Nguyễn Công Phượng
- Nguyễn Thanh Bình
- Phan Văn Đức
- Trần Minh Vương
- Vũ Văn Thanh
- Cho Gue-sung
- Hwang In-beom
- Jeong Woo-yeong
- Jung Sang-bin
- Jung Woo-young
- Kim Jin-su
- Lee Dong-gyeong
- Lee Jae-sung
- Na Sang-ho
- Nam Tae-hee
- Song Min-kyu

1 eigen doelpunt
- Ovays Azizi (tegen India)
- Aziz Behich (tegen Japan)
- Soeuy Visal (tegen Iran)
- Sor Rotana (tegen Iran)
- Zhang Linpeng (tegen Syrië)
- Chen Wei-chuan (tegen Koeweit)
- Marcus Lopez (tegen Filipijnen)
- Travis Nicklaw (tegen Maldiven)
- Fung Hing Wa (tegen Irak)
- Khash-Erdene Tuya (tegen Japan)
- Irfan Fandi (tegen Oezbekistan)
- Mohammed Al-Attas (tegen Irak)